# 寺島拓篤
寺島 拓篤（てらしま たくま、1983年12月20日 - ）は、日本の男性声優。石川県羽咋郡宝達志水町（旧・志雄町）出身、アクセルワン所属。妻は同じく声優の佐藤聡美。

## 来歴
中学では剣道部、高校では演劇部に所属。なお、剣道部入部のきっかけは『るろうに剣心 -明治剣客浪漫譚-』の影響。中学時代、夕方のアニメが見られなかったのが辛く、部活に出ていることから高校時代には「アニメ見たいし、やらんぞ！」と思っていたという。しかし当時の演劇部は自主公演をして、「人手が足りないから手伝ってくれ」と人づてに言われたという。その時に「暇だったからまあいいよ」と思って、スタッフだと思って行っていたが、公演で舞台に立っていたという。その時、初めて演じたのは老人役で、演じてから、内心めっちゃ熱く、芝居を好きになったと語る。高校3年間、演劇をして、高校3年生の時に進路選択の段になって、夏ぐらいに「他になにもない」ということに気付いて「あっ、これは声優しかないんだ！」と思っていたという。趣味と言ったらアニメぐらいしかなかったため、他の職業もなかったという。同級生に演劇部の仲間の女子がおり、もう1個きっかけとしてあったのはその時の演劇部の先輩が卒業をしていた専門学校に行くといっていたという。その人物がアニメ、声優が好きで、「その人がいなかったら行ってなかったかもな」といい、その同級生も一緒に上京したという。
石川県立羽咋高等学校出身。専門学校東京アナウンス学院卒業後、ホーリーピークに所属。2004年、ドラマCD『悪魔のミカタ』で声優デビュー。2005年、『創聖のアクエリオン』主人公・アポロ役でテレビアニメデビュー。
2008年12月31日にホーリーピークを退所、フリーを経て2009年2月よりぷろだくしょんバオバブに所属。2011年8月にぷろだくしょんバオバブを退所、9月よりアクセルワンに所属。
2012年6月6日、セルフプロデュースアルバム『NEW GAME』でソロ名義での歌手デビュー。2012年3月2日、第6回声優アワードにて『うたの☆プリンスさまっ♪』のユニット「ST☆RISH」として歌唱賞受賞。
2014年より、「Original Entertainment Paradise -おれパラ-」のホストとして毎年ライブを披露している。
2017年7月6日、佐藤聡美との結婚を発表した。
2021年12月30日、自身のブログで第1子の誕生を報告した。
2019年8月に故郷の宝達志水町の観光大使に就任。2022年12月には同町の5つの小学校を統合して2025年春に開校予定の押水小学校・志桜小学校両校の校歌を作詞することが発表された。

## 人物
兄と弟がいる。
オタク魂を開眼させた作品は『新機動戦士ガンダムW』、『るろうに剣心』。また、自他ともに認めるラブライバーであり、推しは星空凛寄りの箱推し。
特技は早起きで、趣味は歌・イラスト・服のリメイク・天体観測・ビリヤード・ダーツなど。ギャルゲーやフィギュアも好きで、フィギュアは『けいおん!』や『SDガンダム』など多数所持している。また、パワーストーン収集も趣味であり、斎賀みつきからパワーストーンのブレスレットをプレゼントされたことや、石を題材としたセイクリッドセブンへの出演をきっかけにパワーストーンに興味を持ち始めたと自身のフォトブックで語っている。
SDガンダムの話は、興津和幸と「なんでそんなに知ってるんですか！」、「ガンドランダー、あったよね！」「ガンドランダー、懐かしい！」と結構盛り上がっている。年は興津が少し上だが、興津によると、SDガンダムの最新情報があると寺島が「興津さん、これ知ってますか？」と教えてくれるという。
羽多野渉と共にパーソナリティをつとめている『羽多野・寺島 Radio 2D LOVE』で弟と共演したことがある。
ラジオでSnow Manの佐久間大介と共演したことがきっかけで佐久間と友達になり、Snow Manを応援するようになる。担当は佐久間ではなくリーダーの岩本照である。
芹澤優とは、芹澤が声優デビュー直後から複数のアニメ作品で共演し、2018年には『3D彼女 リアルガール』でも共演していた。芹澤がデビューしてから最初の数年間は先輩に「“アイドルの子”だと思われていたらどうしよう、お芝居も上手くない私が相談していいわけない」と話しかけに行けない悩みを抱えていた中、寺島から「すごく成長を感じる」と言ってくれた。芹澤はその一言を聞いて、「もっと“頑張ろう”」という活力に繋がり救われたと語る。

## 出演
太字はメインキャラクター。

### テレビアニメ
2005年
- あまえないでよっ!!（劇団員）
- BLACK CAT（警官）
- 創聖のアクエリオン（アポロ / アポロニアス）

2006年
- 牙 -KIBA-（ギトラ）
- スクールランブル 二学期（学生B）
- 蒼天の拳
- ひまわりっ!（2006年 - 2007年、湖太郎、カクノシン、警備員2、兵士1、研究者） - 2シリーズ
- プリンセス・プリンセス（春江渉）

2007年
- AYAKASHI（男子生徒）
- ウエルベールの物語 〜Sisters of Wellber〜（2007年 - 2008年、ジン） - 2シリーズ
- ご愁傷さま二ノ宮くん（男子生徒1）
- 地獄少女シリーズ（2007年 - 2008年、都丸誠、笠） - 2シリーズ
- 獣装機攻ダンクーガノヴァ（チョウ、コンピューターアナ）
- 素敵探偵ラビリンス（弥富七郎）
- セイント・ビースト〜光陰叙事詩天使譚〜（上位天使サキ）
- 逮捕しちゃうぞ フルスロットル（男、先生、ねがねばし、男、若者）
- 地球へ…（アルフレート、ショオン、タキオン）
- BLEACH（キャプテン、嘉納〈三番隊〉）
- PRISM ARK（エイン・ラッセン、血桜）

2008年
- コードギアス 反逆のルルーシュR2（コルチャック）
- シゴフミ（野島要）
- 絶対やれるギリシャ神話（テセウス、家臣、ミダス王、オデュッセウス）
- さよなら絶望先生シリーズ（2008年 - 2009年、木野国也、リー・仲直、男、Jの監督） - 2シリーズ / 懺・第8話ではイラストも担当
- ペルソナ 〜トリニティ・ソウル〜
- まかでみ・WAっしょい!（佐久間榮太郎）
- ONE OUTS -ワンナウツ-（河中純一）

2009年
- 鋼殻のレギオス（ハイア・サリンバン・ライア）
- 咲-Saki-（図書委員）
- 生徒会の一存（男子生徒）
- 宙のまにまに（原口、文芸部員、男子生徒）
- ドラえもん（テレビ朝日版第2期）（ラーメン屋）
- 夏のあらし!（岡本）
- ひだまりスケッチシリーズ（2009年 - 2012年、益子先生） - 2シリーズ + 特別編
- BLEACH 斬魄刀異聞篇（瑠璃色孔雀）
- プリンセスラバー!（有馬哲平）
- リストランテ・パラディーゾ（ルチーア夫）

2010年
- アマガミSS（2010年 - 2012年、梅原正吉） - 2シリーズ
- SDガンダム三国伝 Brave Battle Warriors（甘寧ケンプファー）
- 会長はメイド様!（更科郁斗）
- けいおん!!（父親）
- 探偵オペラ ミルキィホームズ（2010年 - 2018年、ストーンリバー / 石流漱石） - 4シリーズ + 特別編
- デュラララ!!（2010年 - 2016年、渡草三郎、黄巾賊） - 4シリーズ
- 伝説の勇者の伝説（スイ・オルラ）
- バカとテストと召喚獣（2010年 - 2011年、久保利光、試験監督、各クラスモブ） - 2シリーズ
- バトルスピリッツ 少年激覇ダン（ペンタン1）

2011年
- THE IDOLM@STER（天ヶ瀬冬馬、ブラックファルシオン3世）
- うたの☆プリンスさまっ♪ マジLOVEシリーズ（2011年 - 2022年、一十木音也） - 4シリーズ+スペシャル1作品
- C3 -シーキューブ-（伯途泰造）
- スーパーロボット大戦OG -ジ・インスペクター-（コウタ・アズマ）
- セイクリッドセブン（丹童子アルマ）
- 世界一初恋2（草川拓也）
- ダンタリアンの書架（ティート）
- メタルファイト ベイブレード 4D（バオ）

2012年
- アクエリオンEVOL（アポロ）
- 機動戦士ガンダムAGE（デシル・ガレット〈第2部〉）
- ココロコネクト（青木義文）
- ジュエルペット きら☆デコッ!（赤城烈〈レッド〉、さんま、黒雲、コウモリ、カニ 他）
- 超訳百人一首 うた恋い。（藤原行成）
- デュエル・マスターズシリーズ（2012年 - 2017年、百獣レオ、鬼丸「覇」） - 3シリーズ
- となりの怪物くん（山口賢二）
- はぐれ勇者の鬼畜美学（ゼクス）
- バトルスピリッツ 覇王（伏田シュウ）
- 氷菓（山内）
- メタルファイト ベイブレード ZEROG（海原カイト）

2013年
- 神のみぞ知るセカイ 女神篇（浅間亮）
- クロスファイト ビーダマンeS（闇黒寺ゲンタ）
- ダイヤのA（財前直行）
- 八犬伝―東方八犬異聞―（犬田小文吾）
- ブラッドラッド（ウルフ）
- WHITE ALBUM2（飯塚武也）
- まおゆう魔王勇者（商人子弟）
- 魔界王子 devils and realist（ダンタリオン・ヒューバー）
- ムシブギョー（無涯）
- メガネブ!（メガネ友情出演）
- ログ・ホライズン（2013年 - 2021年、シロエ） - 3シリーズ

2014年
- 甘城ブリリアントパーク（ワニピー）
- 異能バトルは日常系のなかで（桐生一）
- 失われた未来を求めて（秋山奏）
- 黒執事 シリーズ（2014年 - 2025年、スネーク） - 3シリーズ
- 人生相談テレビアニメーション「人生」（伊藤孝之）
- 中二病でも恋がしたい!戀（チヒロ）
- 東京レイヴンズ（シェイバ）
- ふうせんいぬティニー（トラックス、ルース）
- プリパラ（2014年 - 2017年、ウサギ、錦鯉コーチ、安藤玲）
- ブレイク ブレイド（イオ）
- ベイビーステップ（影山小次郎）
- 魔法科高校の劣等生（2014年 - 2024年、西城レオンハルト） - 3シリーズ
- メカクシティアクターズ（シンタロー / 如月伸太郎）

2015年
- コメット・ルシファー（ロマン・ヴァロフ）
- 探偵チームKZ事件ノート（黒木貴和）
- 美男高校地球防衛部LOVE!（2015年 - 2016年、下呂阿古哉） - 2シリーズ
- ミカグラ学園組曲（トンきゅん）
- FAIRY TAIL（ジャッカル）

2016年
- SERVAMP-サーヴァンプ-（城田真昼）
- SUPER LOVERS（2016年 - 2017年、海棠蒔麻） - 2シリーズ
- 双星の陰陽師（鈩）
- ハイキュー!! シリーズ（2016年 - 2020年、瀬見英太） - 2シリーズ

2017年
- ベイブレードバースト ゴッド（シスコ・カーライル）
- 正解するカド（ヤハクィザシュニナ）
- アトム ザ・ビギニング（お茶の水博志）
- アイドルタイムプリパラ（ウサギ）
- コンビニカレシ（三島春来）
- アイドルマスター SideM（天ヶ瀬冬馬） - 1シリーズ + 特別編
- ネト充のススメ（藤本和臣）
- DYNAMIC CHORD（檜山朔良）
- ブラッククローバー（2017年 - 2021年、クラウス・リュネット）
- Dies irae（2017年 - 2018年、櫻井戒） - 2シリーズ

2018年
- かくりよの宿飯（葉鳥）
- 3D彼女 リアルガール（2018年 - 2019年、高梨ミツヤ） - 2シリーズ
- ヲタクに恋は難しい（馬場）
- クレヨンしんちゃん（タクマ）
- 覇穹 封神演義（燃燈道人）
- 七星のスバル（クライヴ＝ヴィヴァリー）
- ロード オブ ヴァーミリオン 紅蓮の王（水上晴）
- ベイブレードバースト 超ゼツ（シスコ・カーライル）
- つくもがみ貸します（裏葉柳）
- 働くお兄さん!の2!（カナリ谷）
- 転生したらスライムだった件（三上悟）
- アイドルマスター SideM 理由あってMini!（天ヶ瀬冬馬）
- 火ノ丸相撲（2018年 - 2019年、辻桐仁）
- ラディアン（2018年 - 2019年、フォン・ツェペシュ）
- ツルネ シリーズ（2018年 - 2023年、本村宏樹） - 2シリーズ
- 中間管理録トネガワ（八乙女中）
- あはれ!名作くん（2018年 - 2019年、母、買えんサイダー）

2019年
- この音とまれ!（ヨシキ）
- KING OF PRISM -Shiny Seven Stars-（G.o.d. VI）
- ナカノヒトゲノム【実況中】（逢河マキノ）
- 胡蝶綺 〜若き信長〜（前田利家〈犬千代〉）
- トライナイツ（冬原灯利）
- ありふれた職業で世界最強（オスカー・オルクス）
- とある科学の一方通行（イサク＝ローゼンタール）
- ダンジョンに出会いを求めるのは間違っているだろうかII（マリウス・ウィクトリクス・ラキア）
- ハイスコアガールII（大井町オルバス）
- 星合の空（王寺アラシ）
- けだまのゴンじろー（華麗田）
- ゲゲゲの鬼太郎（第6作）（TAKUMI）

2020年
- ドロヘドロ（福山）
- イエスタデイをうたって（福田タカノリ）
- グレイプニル（村上陽太）
- 魔王学院の不適合者 〜史上最強の魔王の始祖、転生して子孫たちの学校へ通う〜（2020年 - 2024年、レイ・グランズドリィ） - 3シリーズ
- キングスレイド 意志を継ぐものたち（2020年 - 2021年、クラウス）
- せいぜいがんばれ!魔法少女くるみ（2020年 - 2021年、佐藤シゲル、おじさんB、カイゾーク、とり太郎）
- ぐらぶるっ!（カイン）

2021年
- 裏世界ピクニック（肋戸）
- 魔術士オーフェンはぐれ旅 シリーズ（2021年 - 2023年、スウェーデンボリー） - 2シリーズ
- EDENS ZERO（2021年 - 2023年、シキ・グランベル） - 2シリーズ
- 東京リベンジャーズ（2021年 - 2023年、千堂敦〈アッくん〉） - 3シリーズ
- 幼なじみが絶対に負けないラブコメ（阿部充、大岡）
- 魔法科高校の優等生（西城レオンハルト）
- メガトン級ムサシ（袴田宗次、イブリム）
- 逆転世界ノ電池少女（東雲アカツキ）

2022年
- 怪人開発部の黒井津さん（剣神ブレイダー / 佐田巻健司）
- アニ×パラ〜あなたのヒーローは誰ですか〜（真山敬）
- 阿波連さんははかれない（2022年 - 2025年、ライドウ、ヌイ） - 2シリーズ
- DRAGON QUEST -ダイの大冒険-（ジャッジ）
- 神クズ☆アイドル（瀬戸内ヒカル）

2023年
- シュガーアップル・フェアリーテイル（キャット） - 2シリーズ
- 異世界召喚は二度目です（グレイン・アルモニー）
- 贄姫と獣の王（アヌビス）
- ライザのアトリエ 〜常闇の女王と秘密の隠れ家〜（レント・マルスリンク）
- AYAKA -あやか-（沙川尽義）
- 彼女、お借りします（田臥勇一）
- 帰還者の魔法は特別です（デジール・アルマン）

2024年
- 俺だけレベルアップな件（2024年 - 2025年、颯樹） - 2シリーズ
- 魔女と野獣（ロラン）
- わんだふるぷりきゅあ!（2024年 - 2025年、兎山悟）
- バーテンダー 神のグラス（佐々倉溜）
- 出来損ないと呼ばれた元英雄は、実家から追放されたので好き勝手に生きることにした（国王）
- 鬼滅の刃 柱稽古編
- ヴァンパイア男子寮（月城リュゼ）
- きのこいぬ（矢良）

2025年
- 魔法使いの約束（ホワイト）

2026年
- 拷問バイトくんの日常（シウ）

### 劇場アニメ
2000年代
- 劇場版アクエリオン -創聖神話篇&壱発逆転篇-（2007年、アポロ / アポロニアス）

2010年代
- ブレイク ブレイド（2010年、イオ）
- セイクリッドセブン 銀月の翼（2012年、丹童子アルマ）
- THE IDOLM@STER MOVIE 輝きの向こう側へ!（2014年、天ヶ瀬冬馬）
- プリパラシリーズ（2015年 - 2016年、ウサギ、安藤玲） - 3作品
- カゲロウデイズ-in a day's-（2016年、シンタロー）
- 劇場版 探偵オペラ ミルキィホームズ〜逆襲のミルキィホームズ〜（2016年、ストーンリバー / 石流漱石）
- 劇場版 黒執事 Book of the Atlantic（2017年、スネーク）
- 劇場版 魔法科高校の劣等生 星を呼ぶ少女（2017年、西城レオンハルト）
- 劇場版 SERVAMP-サーヴァンプ- -Alice in the Garden-（2018年、城田真昼）
- 映画ドラえもん のび太の月面探査記（2019年、ウサギ怪獣）
- 劇場版 うたの☆プリンスさまっ♪ マジLOVEシリーズ（2019年 - 2022年、一十木音也） - 2作品

2020年代
- まるだせ金太狼（2020年、楢葉桃太狼）
- 劇場版ツルネ -はじまりの一射-（2022年、本村宏樹）
- 永久少年 Eternal Boys NEXT STAGE（2023年、藍染悦郎）
- ブラッククローバー 魔法帝の剣（2023年、クラウス・リュネット）
- ゼーガペインSTA（2024年、ギテン）
- わんだふるぷりきゅあ!ざ・むーびー! ドキドキ♡ゲームの世界で大冒険!（2024年、兎山悟）
- 劇場版 鬼滅の刃 無限城編 第一章 猗窩座再来（2025年）

### OVA
2000年代
- いつだってMyサンタ!（2005年、応援団副長）
- パパとKISS IN THE DARK（2005年、ちびシュン）
- 創星のアクエリオン（2007年、アポロ / アポロニアス）
- さよなら絶望先生（2008年、木野国也） - 2シリーズ

2010年代
- グラール騎士団（2010年 - 2011年、アルビレオ） - 2作品
- バカとテストと召喚獣 〜祭〜（2011年、久保利光）
- THE IDOLM@STER SHINY FESTA ハニーサウンド（2012年、天ヶ瀬冬馬）
- 神のみぞ知るセカイ 天理篇（2012年、浅間亮） - 単行本19巻のアニメDVD付き特別版
- C3 -シーキューブ-（伯途泰造） - BD/DVD第5巻TV未放送話
- コードギアス 亡国のアキト（2013年 - 2016年、アシュレイ・アシュラ）
- となりの怪物くん（賢二） - コミックス第12巻DVD付き特装版
- ムシブギョー（2014年、無涯） - 「常住戦陣!!ムシブギョー」単行本第15巻・第16巻OVA付き特別版
- 創勢のアクエリオンEVOL（2015年、アポロ）
- 美男高校地球防衛部LOVE!LOVE!LOVE!（2017年、下呂阿古哉）
- ハイスコアガール（2019年、大井町オルバス）
- ヲタクに恋は難しい（2019年 - 2021年、馬場） - 単行本第7・11巻OAD付き特装版
- 転生したらスライムだった件 OAD（2019年、三上悟） - 漫画版第13巻限定版付属
- ありふれた職業で世界最強 幻の冒険と奇跡の邂逅（2022年、オスカー・オルクス） - 小説第13巻特装版

### Webアニメ
2010年代
- Starry☆Sky（2010年、粟田謙介）
- ベイウォーリアーズ サイボーグ（2015年、ギア）
- 妖怪お国自慢（2016年）
- せいぜいがんばれ!魔法少女くるみ（2017年 - 2019年、佐藤シゲル、とり太郎） - 2シリーズ
- B: The Beginning（2018年 - 2021年、霧雨） - 2シリーズ
- モンキーピーク（2018年、宮田）
- 7SEEDS（2019年 - 2020年、鷭） - 2シリーズ

2020年代
- ベイブレードバースト スパーキング（2020年 - 2021年、シスコ・カーライル）
- 終末のワルキューレ（2021年、佐々木小次郎〈子供 / 若き日〉）
- アイドルランドプリパラ（2021年、ウサギ）
- 阿波連さんははかれない ミニ（2022年、ライドウ）
- イロナス（2022年、カララ）
- Fate/Grand Order 藤丸立香はわからない（2023年 - 2024年、トーマス・エジソン、ローラン） - 1シリーズ + 特別編
- 転生したらスライムだった件 コリウスの夢（2023年、サトル）
- BASTARD!! -暗黒の破壊神-（2023年、ヨシュア・ベラヒア）

### ゲーム
2005年
- 創聖のアクエリオン（アポロ / アポロニアス）

2007年
- アガレスト戦記（アルベルティ）
- スーパーロボット大戦OGシリーズ（2007年 - 2016年、コウタ・アズマ / ファイター・ロア） - 6作品
- まじしゃんず・あかでみい（佐久間榮太郎）

2008年
- いじわる My Master（レオン）
- ヴァルキリープロファイル 咎を背負う者（アンセル）
- スーパーロボット大戦Z（アポロ / アポロニアス）
- テイルズ オブ ハーツ（司会者）
- フェイト/タイガーころしあむ アッパー（アヴェンジャー）
- PRISM ARK -AWAKE-（エイン・ラッセン）
- ラスト・エスコート2 〜深夜の甘い棘〜（涼）

2009年
- アマガミ（梅原正吉）
- GARNET CRADLE（白土楓）
- ひめひび -New Princess Days!!- 続!二学期（小日向風太）
- Million KNights Vermilion（イヴァン）
- Lucian Bee's RESURRECTION SUPERNOVA（ジェシー"KID"スクワイア）

2010年
- Another Century's Episode:R（アポロ / アポロニアス）
- うたの☆プリンスさまっ♪（一十木音也）
- うたの☆プリンスさまっ♪ -Amazing Aria-（一十木音也）
- エンドオブエタニティ（ジャンポーレ）
- GARNET CRADLE sugary sparkle（The prince of DIAMOND / 白土楓）
- サモンナイトグランテーゼ 滅びの剣と約束の騎士（シルバッハ・ベルガルド）
- STORM LOVER（御子柴恭介）
- 絶対迷宮グリム 〜七つの鍵と楽園の乙女〜（ハーメルン）
- TAKUYO Mix Box 〜ファーストアニバーサリー〜（小日向風太）
- 探偵オペラ ミルキィホームズ（ストーンリバー / 石流漱石）
- デザート・キングダム（ウンバラバッパー）
- 東京鬼祓師 鴉乃杜學園奇譚（鹿島御霧）
- ぱすてるチャイムContinue（クリス・ヴィッカー）
- ひめひび -New Princess Days!!- 続!二学期 ぽーたぶる（小日向風太）
- 猛獣使いと王子様（シルビオ）
- Le Ciel Bleu 〜ル・シエル・ブルー〜（エリオット）
- 恋愛番長 命短し、恋せよ乙女! Love is Power（舎弟ヤス）

2011年
- THE IDOLM@STER 2（天ヶ瀬冬馬）
- いざ、出陣!恋戦（明智光秀）
- うたの☆プリンスさまっ♪ Repeat（一十木音也）
- うたの☆プリンスさまっ♪ MUSIC（一十木音也）
- GARNET CRADLE Portable 〜鍵の姫巫女〜（白土楓）
- 月華繚乱ROMANCE（鹿野葵）
- Star Project（浅黄桐矢）
- STORM LOVER 夏恋!!（ナツコイ）（御子柴恭介）
- 絶対迷宮グリム・ディレクターズカット版 〜七つの鍵と楽園の乙女〜（ハーメルン）
- 第2次スーパーロボット大戦Z 破界篇（アポロ / アポロニアス）
- 遙かなる時空の中で5（桐生瞬）
- 猛獣使いと王子様 〜Snow Bride〜（シルビオ）
- 猛獣使いと王子様 Portable（シルビオ）

2012年
- イース セルセタの樹海（グルーダ）
- うたの☆プリンスさまっ♪ Debut（一十木音也）
- 神さまと恋ゴコロ（東條昴）
- 機動戦士ガンダムAGE ユニバースアクセル / コズミックドライブ（デジル・ガレット〈アセム編〉）
- グラナド・エスパダ（イオン・フェリペ）
- 恋は校則に縛られない!（榊木鋭史）
- ココロコネクト ヨチランダム（青木義文）
- STORM LOVER 快!!（御子柴恭介）
- 聖痕のエルドラド（ジェイド・フィリップス）
- 第2次スーパーロボット大戦Z 再世篇（アポロ / アポロニアス）
- Dies irae 〜Amantes amentes〜（櫻井戒）
- 探偵オペラ ミルキィホームズ 2（ストーンリバー / 石流漱石）
- 停電少女と羽蟲のオーケストラ 停電いろは珠（柩）
- 華アワセ 蛟編（いろは）
- 遙かなる時空の中で5 風花記（桐生瞬）
- 百鬼夜行〜怪談ロマンス〜（明日馬兵太）
- WHITE ALBUM2 幸せの向こう側（飯塚武也）
- 猛獣使いと王子様 〜Snow Bride〜 Portable（シルビオ）
- 嫁コレ（桐生瞬、山口賢二、ダンタリオン・ヒューバー、シロエ、榊木鋭史、御子柴恭介）

2013年
- うたの☆プリンスさまっ♪ All Star（一十木音也）
- うたの☆プリンスさまっ♪ MUSIC 2（一十木音也 / おんぷくん）
- ジョジョの奇妙な冒険 オールスターバトル（プロシュート）
- 神咒神威神楽 曙之光（悪路）
- 神撃のバハムート（アレン）
- STORM LOVER 2nd（御子柴恭介）
- 青春はじめました!（双葉千早）
- デザート・キングダム ポータブル（ウンバラバッパー）
- 百物語〜怪談ロマンス〜（明日馬兵太）
- ボーイフレンド（仮）（逢坂紘夢）
- 魔界王子 devils and realist 代理王の秘宝（ダンタリオン・ヒューバー）
- ムシブギョー（無涯）
- LORD of VERMILION III（スキピオ）

2014年
- 華アワセ 姫空木編（いろは）
- 学園ヘヴン2 〜DOUBLE SCRAMBLE!〜（鷺森空也）
- 禁忌のマグナ（マクレガン）
- 忍び、恋うつつ（猿飛咲助）
- スーパーヒーロージェネレーション（クロノス）
- BAD MEDICINE（凪原大貴）
- Fate/hollow ataraxia（アヴェンジャー）
- 魔法科高校の劣等生 Out of Order（西城レオンハルト）
- 魔法科高校の劣等生 LOST ZERO（西城レオンハルト）

2015年
- アイドルマスター SideM（2015年 - 2023年、天ヶ瀬冬馬）
- うたの☆プリンスさまっ♪ All Star After Secret（一十木音也）
- クイズRPG 魔法使いと黒猫のウィズ（キワム・ハチスカ、クロ/アウデアムス）
- ザクセスヘブン（竜樹＝ル・シード、カイ・バードランド）
- ジョジョの奇妙な冒険 アイズオブヘブン（プロシュート）
- 忍び、恋うつつ ― 雪月花恋絵巻 ―（猿飛咲助）
- STORM LOVER V（御子柴恭介）
- セブンスドラゴンIII code:VFD
- 第3次スーパーロボット大戦Z 天獄篇（アポロ）
- DYNAMIC CHORD feat.Liar-S（檜山朔良）
- デュラララ!! Relay（渡草三郎）
- 華アワセ 唐紅/うつつ編（いろは）
- 遙かなる時空の中で6（有馬一）
- 美男高校地球防衛部LOVE! GAME!（下呂阿古哉）
- 猛獣使いと王子様 〜Flower & Snow〜（シルビオ）
- 夢王国と眠れる100人の王子様（レオニー、スネーク）

2016年
- うたの☆プリンスさまっ♪ MUSIC 3（一十木音也）
- SA7 SILENT ABILITY SEVEN（成瀬伶）
- 逢魔が刻 〜かくりよの縁〜（晧）
- 白猫プロジェクト（キワム・ハチスカ、クロ、ファクティス・イギスドラム）
- DYNAMIC CHORD feat.Liar-S Append Disc（檜山朔良）
- 華アワセ いろは編（いろは）
- 遙かなる時空の中で6 幻燈ロンド（有馬一）
- Fate/Grand Order（2016年 - 2023年、トーマス・エジソン、アンリマユ、ローラン、謎の海洋生物クレイゴーン）
- 星彼Days
- 悠久のティアブレイド -Lost Chronicle-（アタルヴァ）
- ロードス島戦記オンライン（パーン）

2017年
- テイルズ オブ アスタリア（天ヶ瀬冬馬）
- 無双☆スターズ（有馬一）
- 茜さすセカイでキミと詠う（伊達政宗、真田幸村）
- Blackish House ←sideZ（桜坂悠翔）
- キャプテン翼 〜たたかえドリームチーム〜（エスパダス）
- うたの☆プリンスさまっ♪ Shining Live（一十木音也）
- アイドルマスター SideM LIVE ON ST@GE!（2017年 - 2020年、天ヶ瀬冬馬）
- グリムノーツ Repage（ヤーコプ・グリム）
- 忍び、恋うつつ - 甘蜜花絵巻 -（猿飛咲助）
- 悠久のティアブレイド -Fragments of Memory-（アタルヴァ）
- ベイブレードバースト ゴッド（シスコ・カーライル）
- グランブルーファンタジー（2017年 - 2022年、カイン / 印藤櫂）
- 文豪とアルケミスト（正宗白鳥）

2018年
- 忍び、恋うつつ - 万花彩絵巻 -（猿飛咲助）
- キングスレイド（クラウス、グラディ）
- ファイティングEXレイヤー（疾風）
- フードファンタジー（キャビア、亀苓膏）
- ベイブレードバースト バトルゼロ（シスコ・カーライル）
- スーパーロボット大戦X-Ω（2018年 - 2020年、アポロ、キングガンダムII世）
- あやかし恋廻り（空耶）
- 夢間集（長庚刀）

2019年
- ライザのアトリエ 〜常闇の女王と秘密の隠れ家〜（レント・マルスリンク）
- 魔法使いの約束（ホワイト）
- スーパーガンダムロワイヤル（キングガンダムII世）
- 非人類学園（龍馬）
- いつでも はたらく細胞（破骨細胞）

2020年
- スーパーロボット大戦DD（2020年 - 2022年、アシュレイ・アシュラ、コウタ・アズマ）
- 遙かなる時空の中で7（真田幸村）
- キャプテン翼 RISE OF NEW CHAMPIONS（コルネリアス・ハイネ）
- ファイアーエムブレム ヒーローズ（ゲイル）
- ライザのアトリエ2 〜失われた伝承と秘密の妖精〜（レント・マルスリンク）

2021年
- アイドルマスター ポップリンクス（天ヶ瀬冬馬）
- アイドルマスター SideM GROWING STARS（2021年 - 2023年、天ヶ瀬冬馬）
- バースセイバー（ユーゴ）
- コードギアス Genesic Re;CODE（アシュレイ・アシュラ）
- ウインドボーイズ!（南里弥彦）
- 千銃士: Rhodoknight（グラース）

2022年
- 崩壊3rd（ライル）
- 刀剣乱舞無双（面影）
- 聖闘士星矢 ゾディアックブレイブ（獅子座のレグルス）
- 魔法科高校の劣等生 リローデッド・メモリ（西城レオンハルト）
- ユアマジェスティ（シノン）
- 東京リベンジャーズ ぱずりべ！全国制覇への道（千堂敦）

2023年
- ライザのアトリエ3 〜終わりの錬金術士と秘密の鍵〜（レント・マルスリンク）
- 永久少年Side Project -トワイライトなスピカ-（藍染悦郎）
- レスレリアーナのアトリエ 〜忘れられた錬金術と極夜の解放者〜（レント）
- コードギアス 反逆のルルーシュ ロストストーリーズ（2023年 - 2024年、コルチャック、アシュレイ・アシュラ）

2024年
- 聖剣伝説 VISIONS of MANA（ヴァル）

### ドラマCD
- THE IDOLM@STER SideM ST@RTING LINE（天ヶ瀬冬馬）
  - 01 Jupiter
  - 02 DRAMATIC STARS
- アクターズハイ トレーディングドラマCDコレクション ココから始まるAtoZ 第1弾・第2弾（次郎丸楓[241]）
- 悪魔のミカタ（山崎誠一）
- 新しいゲーム始めました。～使命もないのに最強です?～（お茶漬[242]）
- アニコイ 〜ANIme mitaina KOI shitai!〜（栗栖新）
- アマガミ（梅原正吉）
  - アマガミ vol.1 桜井梨穂子&美也編
  - アマガミ vol.2 絢辻詞編〜私の帰るべき場所〜
  - アマガミ vol.3 七咲逢編〜来ちゃいました、先輩♪〜
  - アマガミ vol.4 中多紗江編〜今年も、あなたと〜
  - アマガミ vol.6 棚町薫編〜創設祭は大騒ぎ！〜
- あやつりピエロの物語（ミロン[243]）
- 息遣いシリーズ 学生編 〜君を取り合う、取り合い吐息〜（八神亮介[244]）
- イケベン! 〜池澤くんと愉快な仲間たち〜（2）（田中明彦）
- いざ、出陣!恋戦 ドラマCD 〜月下美人がみる夢は〜（明智光秀）
  - いざ、出陣!恋戦 ドラマCD 〜赤い椿白い椿と〜（明智光秀）
- いじわる My Master ドラマCD 「いつか巡り合うために」（レオン）
  - いじわる My Master レオンキャラクターソング&ミニドラマ マキシシングル（レオン）
- 初恋予報 ドラマCD （相田幸太郎）
- イルゲネス -The Genetic Sodom ILEGENES-（アッカム）
- うたの☆プリンスさまっ♪ シリーズ（一十木音也）
  - うたの☆プリンスさまっ♪ ドラマCD vol.1
  - うたの☆プリンスさまっ♪ キャラクタードラマCD 音也&トキヤ
  - うたの☆プリンスさまっ♪ キャラクタードラマCD 真斗&レン
  - うたの☆プリンスさまっ♪ キャラクタードラマCD 那月&翔
  - うたの☆プリンスさまっ♪ デュエットドラマCD 音也&トキヤ
  - うたの☆プリンスさまっ♪ Debut ユニットドラマCD 嶺二&音也&トキヤ
- 英国妖異譚4 終わりなきドルイドの誓約（弟子）
- 英雄になりたい! ドラマCD（レオニール・ユールスクス）
- 王子と魔女と姫君と（雪梨真白）※花とゆめ 2011年4号付録
- 王立王子学園（荊木静）
  - 王立王子学園 vol.4 いばら姫の王子様
  - 王立王子学園 vol.5 人魚姫の王子様
  - 王立王子学園 vol.6 美女と野獣の王子様
- 王立王子学園〜re:fairy-tale〜（荊木蒼）
  - 王立王子学園〜re:fairy-tale〜 vol.1 いばら姫の王子様
  - 王立王子学園〜re:fairy-tale〜 vol.2 かえるの王子様
  - 王立王子学園〜re:fairy-tale〜 vol.3 白雪姫の王子様
- お天気戦隊ハウウェザーシリーズ（ライ）
  - お天気戦隊ハウウェザー
  - お天気戦隊ハウウェザー2
  - お天気戦隊ハウウェザー 〜晴のち雨のち曇のり雪のち雷〜
  - お天気戦隊ハウウェザー 〜夏休みだよ!全員集合!〜
  - お天気戦隊ハウウェザー 〜お正月だよ!番組改編orz〜
  - お天気戦隊ハウウェザー(爆)
  - お天気戦隊ハウウェザー 〜湯煙ドッキリ大作戦!〜
- お兄ちゃんと一緒（鈴木一郎）
- 俺たちのステップ シリーズ（和磨左近）
- GANRNET CRADLE ドラマCD「Precious Holidays!!」（白土楓）
- 会長はメイド様! ご主人様 アニメ化ですよ! ドラマCD（更科郁斗）※LaLa 2010年5月号付録
  - 会長はメイド様! キャラクターコンセプトCD4 ─Another Side─（更科郁斗）
- 家族ゲーム（西浦良明）
- からっと! 第2巻（フォス）
- KI-FOMM 第1巻（伊庭啓一郎）
- 休日のわるものさん（ルーニー[245]）
- キヨショー（望月巌）
- グラール騎士団 シリーズ（アルビレオ）
  - グラール騎士団 ホムンクルス騒動
  - グラール騎士団 Quatre saisons 10月の時計塔
  - グラール騎士団 Quatre Saisons 1月の雪吹雪
  - グラール騎士団 Quatre Saisons 4月の零れ桜
  - グラール騎士団 Quatre Saisons そして7月の時計塔
  - グラール騎士団 復讐するは彼にあり ※コミックマーケット78限定販売
- クリセニアン夢語り -エル・デオの眠れる王に-（ラニール）
- 黒薔薇アリス（テオドール）
- 月華繚乱ROMANCE ドラマCD 〜誰が小鳥を殺したか〜 黒橡の館（鹿野葵）
- ケモノキングダム 〜ZOO〜（コンドル）
- 戀々 シリーズ（師走）
  - 戀々 四ノ巻
  - 戀々 第二幕 現鑑〜いまかがみ〜 六ノ巻[246]
- 江〜戦姫〜（江）
- コーセルテルの竜術士物語 〜海に行く話〜（カシ）
- CELL DIVISION "HUG&KICK"（高森トモ）
  - CELL DIVISION "HUG&HEAVEN"（高森トモ）
- ココロコネクト シリーズ（青木義文）
  - ココロコネクト 夏と水着と暴風雨
  - ココロコネクト 春とデートと妹ごっこ
- ご愁傷さま二ノ宮くん FUJIMI限定ver.（二ノ宮峻護）
- 御主人様専用奇才楽団Virgil『奇才楽団物語「ゼクス之章』（前世のゼクス）
- これはゾンビですか?（相川歩）
- SERVAMP-サーヴァンプ-（城田真昼[247]）
- サムライドライブ（齋籐仁）
- 時空警察ハイペリオン外伝 幕末異聞伝（時空特捜アレス）
- 下野紘&梶裕貴のRadio Misty 特別版 Dear…（店長）
- ジャポニズム47（石川）※特典CDに出演
- 消臭妖精ノール（神山眞和）
- 白アリッッ（鏡）
- STORM LOVER シリーズ（御子柴恭介）
  - STORM LOVER 〜セントルイス・ハイ 執事喫茶で大騒動!?〜
  - STORM LOVER 〜My Funny Valentine〜
- セイント・ビースト シリーズ（上位天使サキ）
  - セイント・ビースト 悠久の章〜楽園喪失〜 第2、3巻
  - セイント・ビースト 恩讐の章〜聖獣封印〜 第1、3巻
  - セイント・ビースト エンジェルクロニクルズ1 覚醒〜めざめ〜
  - セイント・ビースト エンジェルクロニクルズ2 彷徨〜さまよい〜
  - セイント・ビースト エンジェルクロニクルズ3 遭遇〜かりそめ〜
- バラエティドラマCD 絶対迷宮グリム 〜七つの鍵と楽園の乙女〜 〜森に隠れた月の館〜（ハーメルン）
- 装甲悪鬼村正〜妖甲秘聞〜（湊斗景明）
- DYNAMIC CHORD love U kiss series vol.4 〜檜山朔良〜（檜山朔良）
- 調律葬交 Zyklus;CODE（士柳蓮太郎）
  - 調律葬交 Zyklus;CODE 0≒SCORE
- 停電少女と羽蟲のオーケストラ シリーズ（柩）
  - 停電少女と羽蟲のオーケストラ 第一楽章：蛍
  - 停電少女と羽蟲のオーケストラ 第二楽章：宴
  - 停電少女と羽蟲のオーケストラ 第三楽章：命
  - 停電少女と羽蟲のオーケストラ 第四楽章：棺
  - 停電少女と羽蟲のオーケストラ 第五楽章：涙
  - 停電少女と羽蟲のオーケストラ 最終楽章：光
  - 停電少女と羽蟲のオーケストラ 虫喰和歌集：蟷螂
  - 停電少女と羽蟲のオーケストラ 虫喰和歌集：蝸牛
  - 停電少女と羽蟲のオーケストラ 眠リノ森
  - 停電少女と羽蟲のオーケストラ 真夏ノ雪虫
  - 停電少女と羽蟲のオーケストラ 未ダ見ヌ母ヘ
  - 停電少女と羽蟲のオーケストラ 番頭茶屋計画
  - 停電少女と羽蟲のオーケストラ 陽継ノ章
  - 停電少女と羽蟲のオーケストラ 絶華ノ章
  - 停電少女と羽蟲のオーケストラ 停電刀匣
  - 停電少女と羽蟲のオーケストラ 深淵からの招待状
- 「刻の男組（ときのスーパーヒーロー）」第3弾「ナルシー☆金太郎」（碓井貞光）
- トリコン!!! triple complex（松島）
- ななぶん シリーズ（野中智也）
  - ななぶん〜七崎高校文化祭実行委員会
  - ななぶん -Graduation- 七崎高校卒業式
- バカとテストと召喚獣 ドラマCD 「僕と黒子と如月グランドパーク」（久保利光）
- パスタマフィア 1（カッペリーニ）
- BAD MEDICINE -INFECTIOUS TEACHERS-（凪原大貴[248]）
- 華アワセ カラクリ巡-いろは・唐紅・姫空木-（いろは）
- 遙かなる時空の中で5 夜明け前 壱・弐（桐生瞬）
- 遙かなる時空の中で6 黒キ万華鏡 〜其ノ二〜（有馬一）
- 遙かなる時空の中で6 黎明ノ二重奏（デュエット） 〜帝国軍〜（有馬一）
- 遙かなる時空の中で6 幻燈ロンド 天地ノ歯車 〜青龍・白虎〜（有馬一）
- ビーンズ王国 ドラマCD 秘密のロイヤル・プリンス（アルフレッド）
- 美男の殿堂（不良）
- ひめひび -New Princess Days!!- 続!二学期 ドラマCD New Prince Days -Precious Memory For You-（小日向風太）
- 白虎隊 志士異聞記 音盤 其の壱、其の弐（酒井峰冶）
- Fate/hollow ataraxia ドラマCD ノーマネーノーライフ バゼット=サン（アヴェンジャー）※コンプティーク 2015年1月号付録
- 碧海のAiON（湊）
- 放課後プレイ（彼氏）
- 僕と彼女の×××（男子生徒C）
- 星は歌う（村上優里）
- まおゆう魔王勇者（商人子弟）
- 魔界王子 devils and realist  シリーズ（ダンタリオン・ヒューバー[249]）
  - スペシャルドラマCD「realist and companion」
  - ドラマCD「胸キュン ラヴリックスクール〜文化祭編〜」※コミックス10巻限定版
- 無限のフロンティアEXCEED×スーパーロボット大戦OG スペシャルドラマCD「無限の扉絵」（コウタ・アズマ）
- 名作文学（笑）ドラマCD「ヤブノナカ」（金沢真砂）
  - 名作文学（笑）ドラマCD「シリーズ アリ&キリギリス」（オオクワガタ役）
- 猛獣使いと王子様 シリーズ（シルビオ）
  - 猛獣使いと王子様 ドラマCD 〜最強の花婿大作戦〜
  - 猛獣使いと王子様 〜Snow Bride〜 ドラマCD 〜想い出の花〜
  - 猛獣使いと王子様 ドラマCD 〜パン屋☆パニック!〜[250]
- 桃組プラス戦記（高猿寺咲羽）
- 柚子ペパーミント（早川椒）
- 楽園のうた ドラマCD 第1巻（藤崎一弥〈後輩〉）
- ラスト・エスコート2 〜深夜の甘い棘〜 ドラマCD（涼）
  - ラスト・エスコート2 〜深夜の甘い棘〜 ドラマCD 〜ナゼに白薔薇? 艶街九月の夜の夢〜 &キャラクターソング（涼）
- リーマン戦隊タカナシレンジャー（武者小路遊馬 / イエロー）
- ルームシェア 素顔のカレ（蔵元翔吉）
- ROOM NO.1301（八雲刻也）
- Lucian Bee's ドラマCD 超新星☆大爆走CRAZYSUPERNOVA-銀河系アイドルROMANXIA No.1決定戦!?-（ジェシー"KID"スクワイア）
- 恋愛上等イケメン学園 シリーズ（榊晃）
  - 恋愛上等イケメン学園
  - 恋愛上等イケメン学園2 -さよなら冴島先生-
- 宵月ノ雫〜幕末恋綴り〜  参ノ章 桂小五郎（桂小五郎）
- 1.5.8. ONE.FIVE.EIGHT -just one time-（ミーティア）

### BLCD
2004年
- エンジェル・ゲーム（同級生A、部員）

2005年
- 誘惑のデカメロン〜千と一夜の愛に溺れて〜（宮岡昭彦）

2006年
- 奴隷 シリーズ（2006年－2012年、滝岡疾風）
  - 奴隷シリーズ1 きみはかわいい僕の奴隷
  - 奴隷シリーズ2 あいつはキチクな俺の奴隷
  - 奴隷シリーズ3 きみは僕の恋の奴隷
  - 奴隷シリーズ 番外編 Sでごめんね
  - 奴隷シリーズ オリジナルドラマCD みんなやっぱり恋の奴隷
  - 奴隷シリーズ 連動購入特典座談会CD
  - 奴隷シリーズ　DRAMA CD COMPLETE BOX みんなずっと恋の奴隷

- パパとLOVE TRIAL（ちびシュン 他）
- 東京騎士王国 シリーズ（グラウ）
  - 東京騎士王国 2 〜ホーリー・バラード〜
  - 東京騎士王国 3 〜スウィート・ガーデン〜

- ドアをノックするのは誰?（最首篤志）
- 英国妖異譚 4 終わりなきドルイドの誓約（弟子）
- 不夜城のダンディズム（井口）
- 若社長の優雅な休日（角田隆太）

2007年
- 美男の殿堂（不良）
- 仮面男爵に囚われて（長谷倉陽太）
- 生意気な遺伝子 Long Version（藤崎和哉）
- 聖衣は獣に攫われる（沢渡真幸）
- 千年経っても愛してる（天弓）
- ケリセニアン夢語り〜エル・デオの眠れる王に〜（ラニール）
- 摩天楼に吠えろ!（久遠利也）

2008年
- 本日のSpecial（佐々本有希）
- 便利屋さん 1（2008年－2009年、宮代琉一）
  - 便利屋さん 2

- 香港恋愛夜曲（黎呈秦）
- GUSH★channel Hyper!（陽也）
- 酷くしないで シリーズ（2008年－2020年、真矢秀幸）
  - 酷くしないで
  - 酷くしないで 2
  - 酷くしないで 3
  - 酷くしないで 5巻 限定版CD付
  - 酷くしないで 4
  - 酷くしないで 5 &小鳥遊彰編

- 子供はなんでも知っている（内田俊）
- 彩おとこ〜兄弟篇〜（神父）

2009年
- 新宿退屈男〜欲望の法則〜（沢木彰一）
- ミスター・ロマンチストの恋（藤木朋巳）
- 非保護者（フジタ）
- 魔法使いの恋（草次）
- 少年花嫁 5 花と香木の宵（玉尾）
- デコイ 迷鳥 デコイシリーズ2（玉鱗）
- カテキョ! シリーズ（2009年－2014年、野江倫太郎）
  - カテキョ!
  - カテキョ! 2
  - カテキョ! 3
  - カテキョ! 番外編 Sweet Horror Night

- 愛かもしれない -山田ユギバンブーセレクションCD2-（高尾）
- 獣たちの…妄執。獣シリーズ3（真田学）
- 犬とおまわりさん。（陵）
- スローリズム（堀田雅光）
- 楽園のうた 第1巻（2009年－2010年、藤崎一弥）
  - 楽園のうた 第2巻

- コルセーア オリジナルドラマCD「盈月」（セサーム青年時代）

2010年
- 地獄めぐり（上）（2010年－2011年、緒野瀧群）
  - 地獄めぐり（下）

- I.D.（香原陽也）
  - I.D. 番外編 刑事・香原陽也の警察用語講座

- 下野紘&梶裕貴のRadio Misty特別盤Dear...（店員）
- 嘘つきは恋をする（明雄）
- ウラカレ シリーズ（2010年－2011年、野分護）
  - ウラカレ -His boyfriend-
  - ウラカレ -Second Season-第二弾
  - ウラカレ -Second Season- 第三弾C/ヤキモチ焼きの幼馴染み 野分護編

- 信号機 シリーズ（2010年－2012年、北史鶴）
  - アオゾラのキモチ -ススメ-
  - オレンジのココロ -トマレ-

- 徒然（相良直樹）

2011年
- 八月七日を探して（水沢涼太）

2012年
- 月刊ディアプラス12年03月号付録 イケズ彼氏の堕とし方（後藤幸生）
  - イケズ彼氏の堕とし方

- 情熱のイングリッシュローズ （藤村玲也）
- 妄想エレキテル3 カテキョ!3 応募者全員サービス番外編（野江倫太郎）

2013年
- 背中合わせの恋 Vol.1（藤崎一弥）
  - 背中合わせの恋 Vol.2

- 叶先生のすべて（叶歩稀）
- ブラザー★シャッフル！（桜井ハルキ）
  - Chara 18th Anniversary Fair PRESENT CD

2014年
- ぬるくなるまで待って（市原カズキ）
- 望むべくもない（篠元）
  - 月刊ディアプラス14年06月号付録 望むべきもない

- 恋愛前夜（萩原なつめ）
  - 恋愛前夜 番外編 Chara 19th Anniversary Fair PRESENT CD

- 学園ヘヴン2〜DOUBLE SCRAMBLE!〜初回特典（鷺森空也）
- ある小説家のノロケ話（叶歩稀）

2015年
- 営業二課っ！（咲坂歩）
- 無慈悲なカラダ（聖人）

2018年
- 山田と少年（鈴木千尋）
  - FIFTH AVENUE 15th Anniversary Petit Drama CD

2019年
- 彼らの恋の行方をただひたすらに見守るCD「男子高校生、はじめての」Episode 10（2019年－2020年、鴻崎家史）
  - Episode 10 after Disc〜Sign〜

2020年
- 月刊ディアプラス20年11月号付録 高嶺の花は、散らされたい（2020年－2021年、ハナ）
  - 高嶺の花は、散らされたい

2021年
- そんなに言うなら抱いてやる（2021年-2025年、表屋ヒカル）
  - そんなに言うなら抱いてやる2
  - そんなに言うなら抱いてやる3

- シュガードラッグ（天木寿）

2022年
- ブルースカイコンプレックス sixth（2022年ー2025年、アレックス）
  - ブルースカイコンプレックス seventh
  - ブルースカイコンプレックス eighth
  - ブルースカイコンプレックス ninth

- 鬼と天国（天獄豊）
- ドラスティックfロマンス（悠海）

2024年
- 相原君と嘉島君はラブコメかもしれない（相原友樹）
- なつめさんは開発かれたい（摩なつめ）

### オーディオドラマ
2006年
- ご愁傷さま二ノ宮くん（二ノ宮峻護）

2009年
- 楽園のうた（藤崎一弥）
- クォンタム・メカニクス戦記 ど根性メガネ タックマン!（タック・テラ）
- Radio Wars（黒岩正巳）

2016年
- 4月の君、スピカ。（宇田川泰陽）

2022年
- 白間美瑠のサクラバシ919「ユアマジェスティ ボイスドラマ」（シノン）

2024年
- アイドルマスター SideM「315 PASSION CONTENTS」（天ヶ瀬冬馬） - 4作品

### 吹き替え

#### 映画
- スティーラーズ（2014年、ジョニー・ショー〈イライジャ・ウッド〉）
- マティアス&マキシム（2021年、マキシム〈グザヴィエ・ドラン〉[251]）
- 聖なる犯罪者（2021年、ダニエル〈バルトシュ・ビィエレニア〉[252]）

#### アニメ
- フェ〜レンザイ -神さまの日常-（キンタ）

#### ドラマ
- リッチー・リッチ シーズン2（2015年、ランディ）

### 特撮
2000年代
- Kawaii! JeNny（2007年、ハリーの声）
- 時空警察ハイペリオン（2009年、時空特捜アレス役）

2010年代
- 獣電戦隊キョウリュウジャーVSゴーバスターズ 恐竜大決戦! さらば永遠の友よ（2014年、ネオガイルトン / ネオメサイアの声）
- ウルトラマンタイガ（2019年、ウルトラマンタイガの声）

2020年代
- 劇場版 ウルトラマンタイガ ニュージェネクライマックス（2020年、ウルトラマンタイガの声）
- ウルトラギャラクシーファイト（2021年 - 2022年、ウルトラマンタイガの声 - 2シリーズ
- ウルトラマン ニュージェネレーション スターズ（2023年、ウルトラマンタイガの声）

### デジタルコミック
- VOMIC 夢みる太陽（龍ヶ江朝陽）
- VOMIC シュガーズ（茶谷町ヒロ）
- 4月の君、スピカ。（宇田川泰陽）※Sho-Comi付録DVD
- MONSTERS（2021年、マスター[257]）

### ラジオ
※はインターネット配信。
- 紘と拓篤の俺たちのベシャリ場（アニメイトTV※）
- 寺島・鈴木のちょっとこいや♥（2007年 - 2008年、超!放送局※）
- セイント・ビースト ケダモノたちのHEAVEN'S PARTY（アニメイトTV※）
- 声優グランプリpresentsどうぞご歓談ください。おい!寺尾（ニコニコアニメチャンネル※）
- シュガービーンズ放送局増刊号（シュガービーンズ公式サイトにおけるWEBラジオ※）
- 週刊ラGオファンタジー 〜寺島拓篤の宣伝会議（2008年 - 2009年、アニメイトTV※）
- テラGオファンタジー（2009年 - 2011年、アニメイトTV※）
- ポケクリ!ケータイ小説放送局（2009年、ラジオ大阪・アニメイトTV※）
- 森久保祥太郎・寺島拓篤・梶裕貴 ★★★プロデュース（2009年 - 2011年、ラジオ大阪、アニメイトTV※）
- 停電ラジヲ（2009年 - 2010年、IM公式サイト※）
- 羽多野・寺島 Radio 2D LOVE（2010年 - 、超!A&G+※）
- 華アワセ（AG-ON※）
- ココロコネクト 文研新聞〜ラジオ版〜（2012年 - 2013年、HiBiKi Radio Station※）
- ユニゾン!（2015年 - 2018年、文化放送・東海ラジオ、水曜日パーソナリティ）
- レコメン! (2015年、文化放送、ラブライブスペシャル)
- サーヴァンプ通信（2016年 - 2017年、アニメイトタイムズ・アニメイトチャンネル※）[258]
- アトム ザ・ビギニング ７研 1031ラジオ（2017年、音泉※）[259]
- アイドルマスター SideM ラジオ 315プロNight!（2019年、ニコニコ生放送「アイドルマスターSideMラジオチャンネル」※）
- THE QUARTER〜寺島拓篤の勝手にASSEMBLE〜（2020年、TOKYO FM）

### ラジオ・朗読・その他CD
- あいのことば その3 [寺島拓篤]
- うたの☆プリンスさまっ♪ ささやきCD〜Sweet Holiday〜（一十木音也）
- 月刊男前図鑑 芸能編 黒盤（俳優）
- さよなら絶望放送 DJCD 第七巻
- 忍び、恋うつつ シチュエーションCD 巻の壱 〜猿飛咲助&霧隠蔵人〜（猿飛咲助[260]）
- 「SUPER LOVERS」ラジオCD ※『エメラルド』2016年春の号付録
- 週刊添い寝CD Vol.4 壮介（壮介）
- セイント・ビースト DJCD Chat.3 - 5
- 戦国武将物語〜知将編 その弐〜（第四話「森蘭丸物語」）
- 停電ラジヲ 万葉集 第一首
- 羽多野・寺島 Radio 2D LOVE DJCD vol.01 - 06
- 羊でおやすみ vol.23 明日のためにいい夢を

### テレビ番組
※はインターネット配信。
- 寺島拓篤のふんふんふふ〜ん♪ふふふんふ〜ん♪♪（2006年9月 - 12月、2007年4月 - 2009年4月、BBstation）
  - 寺島拓篤☆ミュージアム（2009年5月 - 11月、BBstation）
- ドーリィ☆バラエティ HYPER ViSUADOLL MOVIE（2008年10月2日 - 2009年3月26日、tvk）
- ビーズログTV 恋愛番長（2010年 - 2012年、ニコニコ動画※）[261][262]
- Rの法則（2015年4月2日・29日・6月17日・9月1日、NHK）※声の出演
- Club AT-X WSB 〜ワールド シークレット ベース〜（2018年3月10日 - 2021年8月21日、AT-X）
- とにかくゆるく過ごしたい！（2021年11月15日 - 2025年1月13日、AT-X）
- 駅弁すごろく (ナレーション)
- サンリオ新キャラ ガチカワコンペvol.1〜5（2022年、YouTube※）

### ネット配信
- トライスクワッド ボイスドラマ（2019年）

### 映像商品
- 江口拓也の俺たちだっても〜っと癒されたい!2
- Original Entertainment Paradise "おれパラ"2009・2014 - 2016 〜  LIVE DVD
- 下野紘&梶裕貴のRadio Misty 第4回公開録音
- G.Addict/LIVE Sign of Addiction’11
- ライブビデオ JAPAN 乙女♥Festival
- 黒執事 Book of Circus/Murder New Year's Party 〜その執事、賀正〜
- 人狼バトル lies and the truth 2019 August〜人狼VSエクソシスト〜（ナレーション）
- STORM LOVER 春恋嵐 イベントDVD
- 宝探し〜ミライセンシ エピソード0〜in西武園ゆうえんち[263]
- 八犬伝―東方八犬異聞― おいでませ!古那屋 in日比谷公会堂
- 八犬伝―東方八犬異聞― おいでませ!古那屋 inパシフィコ横浜
- 遙かなる時空の中でシリーズ
  - ライブビデオ ネオロマンス♥フェスタ 遙か祭2011 〜初春時代絵巻〜
  - ライブビデオ ネオロマンス♥フェスタ 遙か祭2011 〜桜花恋模様〜
  - ライブビデオ ネオロマンス♥フェスタ 遙か祭2012
  - ライブビデオ ネオロマンス♥フェスタ 遙か祭2015 〜十五年の宴〜
  - ライブビデオ ネオロマンス♥ライヴ 遙か祭2015
  - ライブビデオ ネオロマンス♥フェスタ 遙か祭2016
  - ライブビデオ ネオロマンス♥フェスタ 遙か祭2017 〜Black Butterfly〜
  - バラエティDVD 遙かなる時空の中で 八葉爛漫
  - バラエティDVD 遙かなる時空の中で5 八葉爛漫2
  - バラエティDVD 遙かなる時空の中で6 八葉爛漫3
- ビーズログTV 恋愛番長シリーズ
  - ビーズログTV 恋愛番長vol.1・2
  - ビーズログTV 恋愛番長･二学期 国語
  - ビーズログTV 恋愛番長･二学期 数学
  - ビーズログTV 恋愛番長･二学期 保健
  - ビーズログTV 恋愛番長･二学期 美術
  - ビーズログTV 恋愛番長･三学期 朝礼
  - ビーズログTV 恋愛番長･三学期 放課後
  - ビーズログTV 恋愛番長･リターンズ 体育祭
  - ビーズログTV 恋愛番長･リターンズ 文化祭
- 百歌SAY!RUN!
- Lucian Bee's LIVE DVD ROMANXIA WORLD TOUR 2010 in YOKOHAMA

### CM・ナレーション
- ゲオ「ゲオのブラックフライデーセール」&「レンタルDVD 100円祭」TVCM 2023年（ナレーション）[注 1]

### 舞台
- 劇団6番シード「VOICE ACTOR」（2008年7月、ナガレ）
- 劇団6番シード「賊」（2008年11月、阿呆鳥）
- 劇団東京都鈴木区「無気力宇宙船メロディライナー55号」（2009年6月、ナレーション）
- タンバリンプロデューサーズ「怪し会 〜4肆〜 怪談朗読を肴に旨い日本酒を舐める会」（2011年9月2日・3日、密蔵院）
- 劇団6番シード「ザ・ボイスアクター」（2011年11月 - 12月）
- 劇団東京都鈴木区「ヒーローアゴーゴー!」（2012年6月、ゴーインレッド）
- 劇団東京都鈴木区「ヒーローアゴーゴー! 〜遊園地編〜」（2013年3月、ゴーインレッド）
- 劇団東京都鈴木区「Tune!〜ラジオな2人〜」（2016年4月）
- THE IDOLM@STER SideM PASSIONABLE READING SHOW -超常事変〜対立スル正義〜-（2023年3月12日、天ヶ瀬冬馬[264]）
- いしかわ百万石文化祭2023 開会式 オープニングステージ（2023年10月15日[265][266]）
- THE IDOLM@STER SideM PASSIONABLE READING SHOW ～天地四心伝～（2024年2月11日、天ヶ瀬冬馬[267]）
- わんだふるぷりきゅあ! ドリームステージ♪（2024年7月 - 2025年3月予定、兔山悟[268]）

### パチスロ
- 秘宝伝〜太陽を求める者達〜（2012年、ロック）
- 探偵歌劇 ミルキィホームズTD 消えた7と奇跡の歌（2016年、ストーンリバー[269]）
- ゼーガペイン2（2022年、ギテン[270]）

### 玩具
- DXアークキューブPremium ニュージェネレーションスターズセット03（2025年2月）

### その他コンテンツ
- 男性ユニット「It's」（「パパとKISS IN THE DARK」主題歌『close to you』）
- サンリオキャラクター ｢KIRIMIちゃん.｣ (さばくん、2015[271])
- サンリオキャラクター ｢フラガリアメモリーズ｣ (プルース、2023[272])
- 日野聡・寺島拓篤のLOVE CALL No.
- TRUE WIRELESS STEREO EARPHONES 『寺島拓篤』モデル（2021年、オリジナル音声[273]）

## ディスコグラフィ

### シングル
|            | 発売日         | タイトル            | 規格品番   | 規格品番   | オリコン 最高位 |
| 初回限定盤 | 発売日         | タイトル            | 通常盤     |            | オリコン 最高位 |
| ---------- | -------------- | ------------------- | ---------- | ---------- | --------------- |
| 1st        | 2012年11月21日 | magic words         |            | LACM-14025 | 23位            |
| 2nd        | 2013年7月3日   | スターテイル        | LACM-34104 | LACM-14104 | 13位            |
| 3rd        | 2014年3月12日  | SCARLET SIGN        | LACM-34188 | LACM-14188 | 15位            |
| 4th        | 2015年11月18日 | INNER STAR          | LACM-34420 | LACM-14420 | 27位            |
| 5th        | 2016年5月11日  | 0+1                 | LACM-34475 | LACM-14475 | 20位            |
| 6th        | 2016年8月17日  | sunlight avenue     | LACM-34508 | LACM-14508 | 23位            |
| 7th        | 2017年12月6日  | ID                  | LACM-34670 | LACM-14670 | 30位            |
| 8th        | 2018年10月17日 | Nameless Story      | LACM-34797 | LACM-14797 | 19位            |
| 9th        | 2019年2月27日  | メグルモノ          | LACM-34838 | LACM-14838 | 22位            |
| 10th       | 2019年8月28日  | Buddy, steady, go!! | LACM-34923 | LACM-14923 | 16位            |
| 11th       | 2021年8月25日  | Reincarnate         | LACM-34166 | LACM-24166 | 33位            |

### 配信シングル
| 発売日        | タイトル     | 規格品番 |
| ------------- | ------------ | -------- |
| 2023年11月1日 | ヒカリハナツ | LZC-2558 |

### アルバム

#### フルアルバム
|     | 発売日         | タイトル | 規格品番   | オリコン 最高位 |
| --- | -------------- | -------- | ---------- | --------------- |
| 1st | 2012年6月6日   | NEW GAME | LACA-15210 | 8位             |
| 2nd | 2014年10月29日 | PRISM    | LACA-15447 | 23位            |
| 3rd | 2017年3月22日  | REBOOT   | LACA-15643 | 18位            |
| 4th | 2020年3月25日  | ASSEMBLE | LACA-15816 | 34位            |

#### EP
|            | 発売日       | タイトル | 規格品番   | 規格品番   | オリコン 最高位 |
| 初回限定盤 | 発売日       | タイトル | 通常盤     |            | オリコン 最高位 |
| ---------- | ------------ | -------- | ---------- | ---------- | --------------- |
| 1st        | 2024年9月4日 | ELEMENTS | LACA-35113 | LACA-25113 |                 |

### ベストアルバム
|            | 発売日        | タイトル | 規格品番          | 規格品番        | オリコン 最高位 |
| 初回限定盤 | 発売日        | タイトル | 通常盤            |                 | オリコン 最高位 |
| ---------- | ------------- | -------- | ----------------- | --------------- | --------------- |
| 1st        | 2022年5月11日 | LAYERING | LACA-39892～39893 | LACA-9892～9893 | 17位            |

### 歌詞提供
- 熊田茜音

「Brand new diary」（作曲・編曲：R・O・N）
「VISIONS」（作曲・編曲：R・O・N）

### タイアップ曲
| 楽曲                | タイアップ                                                                | 時期   |
| ------------------- | ------------------------------------------------------------------------- | ------ |
| sunlight avenue     | テレビアニメ『SERVAMP-サーヴァンプ-』エンディングテーマ                   | 2016年 |
| Nameless Story      | テレビアニメ『転生したらスライムだった件』第1期オープニングテーマ         | 2018年 |
| メグルモノ          | テレビアニメ『転生したらスライムだった件』第1期オープニングテーマ         | 2019年 |
| Buddy, steady, go!! | 特撮テレビドラマ『ウルトラマンタイガ』オープニングテーマ                  | 2019年 |
| Reincarnate         | テレビアニメ『転生したらスライムだった件』第2期エンディングテーマ         | 2021年 |
| ファントムライツ    | スマートフォンゲーム『転生したらスライムだった件 魔王と竜の建国譚』主題歌 | 2021年 |
| ヒカリハナツ        | アニメ『転生したらスライムだった件 コリウスの夢』オープニングテーマ       | 2023年 |

### 映像作品
|     | 発売日        | タイトル                                                              | 規格品番    | 規格品番    |
| BD  | 発売日        | タイトル                                                              | DVD         |             |
| --- | ------------- | --------------------------------------------------------------------- | ----------- | ----------- |
| 1st | 2013年3月27日 | NEW GAME -FIRST STAGE- LIVE DVD                                       |             | LABX-7117/8 |
| 2nd | 2015年7月15日 | TAKUMA TERASHIMA LIVE TOUR 2014 2nd STAGE "PRISM"                     | LABX-8068   | LABM-7164   |
|     | 2017年12月6日 | TAKUMA TERASHIMA LIVE 2016 EX STAGE 〜STARTING RED〜/〜RISING BLACK〜 | LABX-8216/7 | LABM-7228/9 |
| 3rd | 2017年12月6日 | 5th ANNIVERSARY TAKUMA TERASHIMA LIVE TOUR 2017 3rd STAGE 〜REBOOT〜  | LABX-8218   | LABM-7230   |
| 4th | 2021年9月22日 | TAKUMA TERASHIMA ONLINE LIVE 2020 4th STAGE 〜ASSEMBLE〜              | LABX-8468   |             |

### キャラクターソング
| 発売日   | 商品名 | 歌 | 楽曲 | 備考                                                                                               |
| 2005年   | 2005年 | 2005年 | 2005年 | 2005年                                                                                             |
| -------- | --- | --- | --- | -------------------------------------------------------------------------------------------------- |
| 11月2日  | パパとKISS IN THE DARK キャラクターソングアルバム                                                           | It's | 「close to you」 | OVA『パパとKISS IN THE DARK』エンディングテーマ                                                    |
| 11月2日  | パパとKISS IN THE DARK キャラクターソングアルバム                                                           | ちびシュン（寺島拓篤） | 「does not wither」 | OVA『パパとKISS IN THE DARK』関連曲                                                                |
| 2006年   | | | | |
| 4月21日  | 俺たちのステップ ボーカルCD The Dreamers編                                                                  | 和磨左近（寺島拓篤）、相楽右京（下野紘） | 「Keep Your Dreams」 | ドラマCD『俺たちのステップ』関連曲                                                                 |
| 4月21日  | 俺たちのステップ ボーカルCD The Dreamers編                                                                  | 和磨左近（寺島拓篤） | 「嘘を塗りつぶせ!」 | ドラマCD『俺たちのステップ』関連曲                                                                 |
| 2007年   | | | | |
| 5月23日  | 光陰叙事詩天使譚〜エンジェル・クロニクルズ〜                                                                | 肩のものパール（鈴木達央）、上位天使サキ（寺島拓篤）、天使ユリ（羽多野渉） | 「光陰叙事詩天使譚〜エンジェル・クロニクルズ〜」                                                                                 | テレビアニメ『セイント・ビースト 〜光陰叙事詩天使譚〜』エンディングテーマ                          |
| 11月7日  | 創聖のアクエリオン                                                                                          | アポロ（寺島拓篤）、シルヴィア（かかずゆみ）、麗花（小林沙苗） | 「創聖のアクエリオン（エレメント合体Ver.セリフ入り）」                                                                           | パチスロ『創聖のアクエリオン』関連曲                                                               |
| 11月7日  | 創聖のアクエリオン エレメント合体Ver.                                                                       | アポロ（寺島拓篤）、シルヴィア（かかずゆみ）、麗花（小林沙苗） | 「創聖のアクエリオン エレメント合体Ver.」 「Go Tight! エレメント合体Ver.」                                                       | パチスロ『創聖のアクエリオン』関連曲                                                               |
| 2008年   | | | | |
| 4月9日   | ラスト・エスコート2 〜深夜の甘い棘〜 オリジナルサウンドトラック Vol.2                                       | 涼（寺島拓篤） | 「day after day」 | ゲーム『ラスト・エスコート2 〜深夜の甘い棘〜』関連曲                                               |
| 6月26日  | 愛の歌／僕のとなりにあるしあわせ                                                                            | レオン（寺島拓篤） | 「愛の歌」 | ゲーム『いじわる My Master』オープニングテーマ                                                     |
| 8月29日  | いじわる My Master レオンキャラクターソング&ミニドラマ マキシシングル                                       | レオン（寺島拓篤） | 「BORN TO BE MINE」 | ゲーム『いじわる My Master』関連曲                                                                 |
| 12月3日  | 「まかでみ・WAっしょい!」挿入歌シリーズ まかでみ数え歌 其の4                                                | 榮太郎（寺島拓篤）、シュタイン教授（檜山修之）、アガリアレプト（諏訪部順一） | 「M-O-E-S〜K-S-Kする衝動」 | テレビアニメ『まかでみ・WAっしょい!』挿入歌                                                        |
| 12月25日 | ハイビーム                                                                                                  | TRIBE | 「ハイビーム」 | テレビ番組『ドーリィ☆バラエティ HYPER ViSUADOLL MOVIE』オープニングテーマ                          |
| 2009年   | | | | |
| 8月26日  | 仮面の下のバラッド／愛のMeteoric shower                                                                     | ROMANXIA | 「仮面の下のバラッド」 | ゲーム『Lucian Bee's RESURRECTION SUPERNOVA』オープニングテーマ                                    |
| 8月26日  | 仮面の下のバラッド／愛のMeteoric shower                                                                     | ROMANXIA | 「愛のMeteoric shower」 | ゲーム『Lucian Bee's RESURRECTION SUPERNOVA』エンディングテーマ                                    |
| 9月18日  | Lucian Bee's キャラクターソングvol.2                                                                        | ジェシー”KID”スクワイア（寺島拓篤） | 「ガチンコfreedom」 | ゲーム『Lucian Bee's RESURRECTION SUPERNOVA』関連曲                                                |
| 11月26日 | うたの☆プリンスさまっ♪ オーディションソング (1)                                                             | 一十木音也（寺島拓篤） | 「TRUST☆MY DREAM」 | ゲーム『うたの☆プリンスさまっ♪』関連曲                                                             |
| 2010年   | | | | |
| 1月9日   | 一輪花 | 柩（寺島拓篤）、橘（下野紘） | 「一輪花」 | ラジオ『停電ラジヲ』オープニングテーマ                                                             |
| 2月24日  | うたの☆プリンスさまっ♪ オーディションソング (4)                                                             | 一十木音也（寺島拓篤）、聖川真斗（鈴村健一）、四ノ宮那月（谷山紀章） | 「永遠のトライスター」 | ゲーム『うたの☆プリンスさまっ♪』関連曲                                                             |
| 3月19日  | アマガミ キャラクターソング 梅原正吉&高橋麻耶&上崎裡沙 「ソエンCD」                                         | 梅原正吉（寺島拓篤） | 「男泣き」 | ゲーム『アマガミ』関連曲                                                                           |
| 6月9日   | 会長はメイド様! キャラクターコンセプトCD -Another Side-                                                     | 3バカトリオブラザーズ | 「Don't Cry VACA」 | テレビアニメ『会長はメイド様!』関連曲                                                              |
| 6月30日  | うたの☆プリンスさまっ♪ サウンドの☆プリンスさまっ♪                                                           | 一十木音也（寺島拓篤）、聖川真斗（鈴村健一）、四ノ宮那月（谷山紀章）、一ノ瀬トキヤ（宮野真守）、神宮寺レン（諏訪部順一）、来栖翔（下野紘） | 「Welcome to UTA☆PRI world!!」                                                                                                   | ゲーム『うたの☆プリンスさまっ♪』関連曲                                                             |
| 7月16日  | 絶対迷宮グリム 〜七つの鍵と楽園の乙女〜 キャラクターコンセプトCD Vol.2                                      | ハーメルン（寺島拓篤） | 「悪魔の笛吹きハーメルン」 | ゲーム『絶対迷宮グリム 〜七つの鍵と楽園の乙女〜』関連曲                                            |
| 8月13日  | 閃紅 | 柩（寺島拓篤） | 「閃紅」 | ラジオ『停電ラジヲ』オープニングテーマ                                                             |
| 9月8日   | Daydream Labyrinth／RE:MEMBER                                                                               | 卯都木悠人（羽多野渉）、御子柴恭介（寺島拓篤） | 「Daydream Labyrinth」 | ゲーム『STORM LOVER』オープニングテーマ                                                            |
| 9月8日   | Daydream Labyrinth／RE:MEMBER                                                                               | 卯都木悠人（羽多野渉）、御子柴恭介（寺島拓篤） | 「RE:MEMBER」 | ゲーム『STORM LOVER』エンディングテーマ                                                            |
| 9月22日  | うたの☆プリンスさまっ♪ ハッピーラブソング (1)                                                               | 一十木音也（寺島拓篤） | 「虹色☆OVERDRIVE!」 | ゲーム『うたの☆プリンスさまっ♪ -Amazing Aria-』関連曲                                              |
| 10月20日 | 猛獣使いと王子様 キャラクターソングアルバム                                                                 | シルビオ（寺島拓篤） | 「Hello again」 | ゲーム『猛獣使いと王子様』関連曲                                                                   |
| 10月22日 | ラブ彼 〜恋愛偏差値上昇中!〜 キャラクターソング&ドラマCD 恋のはじまり編                                     | 間宮諒介（寺島拓篤） | 「スマイル・トレジャー」 | ゲーム『ラブ彼 〜恋愛偏差値上昇中!〜』関連曲                                                       |
| 10月31日 | ななぶん〜七崎高校文化祭実行委員会                                                                          | 野中智也（寺島拓篤） | 「こたえ」 | ドラマCD『ななぶん〜七崎高校文化祭実行委員会』関連曲                                               |
| 11月24日 | 愛言葉になるD.N.A.                                                                                          | ROMANXIA | 「愛言葉になるD.N.A.」 | ゲーム『Lucian Bee's RESURRECTION SUPERNOVA』オープニングテーマ                                    |
| 11月24日 | 愛言葉になるD.N.A.                                                                                          | ROMANXIA | 「星屑レボリューション」 | ゲーム『Lucian Bee's RESURRECTION SUPERNOVA』エンディングテーマ                                    |
| 12月8日  | うたの☆プリンスさまっ♪ AAディスク                                                                           | 一十木音也（寺島拓篤）、聖川真斗（鈴村健一）、四ノ宮那月（谷山紀章） | 「AMAZING」 | ゲーム『うたの☆プリンスさまっ♪ -Amazing Aria-』主題歌                                              |
| 12月8日  | 『LOVE★Monster a GO!GO!』+α                                                                                 | Bancho feat.YASU | 「Love★Monster a Go!Go!」 | ゲーム『恋愛番長 命短し、恋せよ乙女！Love is Power』オープニングテーマ                             |
| 2011年   | | | | |
| 1月26日  | ラブ彼 〜恋愛偏差値上昇中!〜 キャラクターソング&ドラマCD 永遠の誓い編                                       | 間宮諒介（寺島拓篤） | 「Starry Rocket」 | ゲーム『ラブ彼 〜恋愛偏差値上昇中!〜』関連曲                                                       |
| 5月11日  | STORM LOVER キャラクターソングCD -LOVERS COLLECTION- Vol.1【LOVE DISC】                                     | 御子柴恭介（寺島拓篤） | 「Be a Fighter」 | ゲーム『STORM LOVER』関連曲                                                                        |
| 7月20日  | マジLOVE1000%                                                                                               | ST☆RISH | 「マジLOVE1000%」 | テレビアニメ『うたの☆プリンスさまっ♪ マジLOVE1000%』オープニングテーマ                             |
| 7月20日  | マジLOVE1000%                                                                                               | ST☆RISH | 「未来地図」 | テレビアニメ『うたの☆プリンスさまっ♪ マジLOVE1000%』挿入歌                                         |
| 7月27日  | うたの☆プリンスさまっ♪マジLOVE1000% アイドルソング 一十木音也                                               | 一十木音也（寺島拓篤） | 「BRAND NEW MELODY」 「Over the Rainbow」                                                                                        | テレビアニメ『うたの☆プリンスさまっ♪ マジLOVE1000%』関連曲                                         |
| 8月4日   | Natsukoi Jet-Coaster                                                                                        | 卯都木悠人（羽多野渉）、御子柴恭介（寺島拓篤） | 「Natsukoi Jet-Coaster」 | ゲーム『STORM LOVER 夏恋!!』オープニングテーマ                                                     |
| 8月4日   | Natsukoi Jet-Coaster                                                                                        | 卯都木悠人（羽多野渉）、御子柴恭介（寺島拓篤） | 「恋蝉」 | ゲーム『STORM LOVER 夏恋!!』エンディングテーマ                                                     |
| 9月7日   | 月華繚乱ROMANCE オリジナルサウンドトラック＋ 禁断兄弟 葵&敦盛                                               | 鹿野敦盛（高橋直純）、鹿野葵（寺島拓篤） | 「Crazy 4 Me」 | ゲーム『月華繚乱ROMANCE』オープニングテーマ                                                        |
| 9月7日   | 月華繚乱ROMANCE オリジナルサウンドトラック＋ 禁断兄弟 葵&敦盛                                               | 鹿野敦盛（高橋直純）、鹿野葵（寺島拓篤） | 「MY FATE」 | ゲーム『月華繚乱ROMANCE』エンディングテーマ                                                        |
| 9月7日   | 「セイクリッドセブン」ドラマ・キャラクターアルバム1 Fragment of S7 丹童子アルマ×藍羽ルリ                    | 丹童子アルマ（寺島拓篤） | 「流星ポリスギャラクロック」 | テレビアニメ『セイクリッドセブン』関連曲                                                           |
| 11月2日  | 遙かなる時空の中で5 〜暁の恋唄（らゔそんぐ）〜                                                              | 桐生瞬（寺島拓篤） | 「風旅人 -名も無き風の如く-」 | ゲーム『遙かなる時空の中で5』関連曲                                                                |
| 11月23日 | THE IDOLM@STER Jupiter                                                                                      | Jupiter | 「Alice or Guilty（M@STER VERSION）」 「恋をはじめよう（M@STER VERSION）」                                                       | ゲーム『THE IDOLM@STER 2』関連曲                                                                   |
| 11月23日 | THE IDOLM@STER Jupiter                                                                                      | 天ヶ瀬冬馬（寺島拓篤） | 「BANG×BANG」 | ゲーム『THE IDOLM@STER 2』関連曲                                                                   |
| 12月21日 | うたの☆プリンスさまっ♪ Debut ユニットドラマCD 嶺二&音也&トキヤ                                              | 寿嶺二（森久保祥太郎）、一十木音也（寺島拓篤）、一ノ瀬トキヤ（宮野真守） | 「ガムシャラROman☆Tic」 | ゲーム『うたの☆プリンスさまっ♪ Debut』関連曲                                                       |
| 2012年   | | | | |
| 1月27日  | 停電少女と羽蟲のオーケストラ「恋スル蛍は いろは珠」                                                         | 柩（寺島拓篤）、橘（下野紘） | 「恋スル蛍は もせす珠」 | ドラマCD『停電少女と羽蟲のオーケストラ』関連曲                                                     |
| 3月21日  | 遙かなる時空の中で5 〜淡雪の心唄〜                                                                          | 桐生瞬（寺島拓篤）、坂本竜馬（鈴村健一） | 「青天白日 〜吾ガ心晴天ナリ〜」                                                                                                  | ゲーム『遙かなる時空の中で5』関連曲                                                                |
| 3月21日  | 遙かなる時空の中で5 〜淡雪の心唄〜                                                                          | 桐生瞬（寺島拓篤）、坂本竜馬（鈴村健一）、チナミ（阿部敦）、沖田総司（岡本信彦）、小松帯刀（立花慎之介）、福地桜智（竹本英史）、アーネスト・サトウ（四反田マイケル）、高杉晋作（安元洋貴） | 「時空を超えて」 | ゲーム『遙かなる時空の中で5』関連曲                                                                |
| 4月6日   | 揚華羽 | 柩（寺島拓篤） | 「揚華羽」 | ドラマCD『停電少女と羽蟲のオーケストラ』関連曲                                                     |
| 6月13日  | selfish toxic                                                                                               | 卯都木悠人（羽多野渉）、御子柴恭介（寺島拓篤） | 「selfish toxic」 | ゲーム『STORM LOVER 快!!』オープニングテーマ                                                       |
| 6月13日  | selfish toxic                                                                                               | 卯都木悠人（羽多野渉）、御子柴恭介（寺島拓篤） | 「nameless」 | ゲーム『STORM LOVER 快!!』エンディングテーマ                                                       |
| 7月25日  | うたの☆プリンスさまっ♪ Shining All Star CD                                                                  | 一十木音也（寺島拓篤）、聖川真斗（鈴村健一）、四ノ宮那月（谷山紀章）、一ノ瀬トキヤ（宮野真守）、神宮司レン（諏訪部順一）、来栖翔（下野紘）、愛島セシル（鳥海浩輔） | 「RAINBOW☆DREAM」 | ゲーム『うたの☆プリンスさまっ♪ All Star』挿入歌                                                    |
| 11月17日 | Brand New World                                                                                             | Uni-On | 「Brand New World」 | ゲーム『恋は校則に縛られない!』オープニングテーマ                                                  |
| 12月10日 | 恋は校則に縛られない! キャラクターソングコレクション Vol.04 榊木鋭史                                        | 榊木鋭史（寺島拓篤） | 「DON'T NEED THE FAKE」 | ゲーム『恋は校則に縛られない!』関連曲                                                              |
| 2013年   | | | | |
| 1月23日  | 超訳百人一首 うた恋い。 Blu-ray＆DVD 第五巻限定版特典CD                                                     | 藤原定家（梶裕貴）、藤原公任（岸尾だいすけ）、藤原行成（寺島拓篤） | 「明日を描く和歌」 | テレビアニメ『超訳百人一首 うた恋い。』関連曲                                                      |
| 2月27日  | 華アワセ ヴォーカルCD「五光」                                                                               | 五光 | 「華アワセ」 | ゲーム『華アワセ』主題歌                                                                           |
| 2月27日  | 華アワセ ヴォーカルCD「五光」                                                                               | いろは（寺島拓篤） | 「永久なる輪郭」 | ゲーム『華アワセ』主題歌                                                                           |
| 2月27日  | 白虎隊 志士異聞記 音盤 其の壱                                                                               | 酒井峰治（寺島拓篤）、伊東又八（岸尾だいすけ）、篠田儀三郎（鈴木達央） | 「風のむこうへ」 | ゲーム『白虎隊 志士異聞記』関連曲                                                                  |
| 4月24日  | マジLOVE2000%                                                                                               | ST☆RISH | 「マジLOVE2000%」 | テレビアニメ『うたの☆プリンスさまっ♪ マジLOVE2000%』エンディングテーマ                             |
| 4月24日  | マジLOVE2000%                                                                                               | ST☆RISH | 「夢追人へのSymphony」 | テレビアニメ『うたの☆プリンスさまっ♪ マジLOVE2000%』関連曲                                         |
| 4月30日  | 集真愛／一輪花 - 散リ逝ク君ヘ。                                                                             | 柩（寺島拓篤） | 「集真愛」 「一輪花 - 散リ逝ク君ヘ。」                                                                                           | ドラマCD『停電少女と羽蟲のオーケストラ』関連曲                                                     |
| 5月15日  | うたの☆プリンスさまっ♪ マジLOVE2000% アイドルソング 一十木音也                                              | 一十木音也（寺島拓篤） | 「SMILE MAGIC」 「HORIZON」 | テレビアニメ『うたの☆プリンスさまっ♪ マジLOVE2000%』関連曲                                         |
| 5月29日  | 遙かなる時空の中で5 〜白妙の恋唄〜2                                                                         | 桐生瞬（寺島拓篤） | 「永遠に降る雪」 | ゲーム『遙かなる時空の中で5』関連曲                                                                |
| 5月29日  | Under the Moonlight／DAY&NIGHT                                                                              | 鹿野敦盛（高橋直純）、鹿野葵（寺島拓篤） | 「Under the Moonlight」 「DAY&NIGHT」                                                                                            | ゲーム『月華繚乱ROMANCE』関連曲                                                                    |
| 6月26日  | 八犬伝―東方八犬異聞― キャラクターソングアルバム Vol.1                                                       | 犬田小文吾（寺島拓篤） | 「STILL ALIVE!」 | テレビアニメ『八犬伝―東方八犬異聞―』関連曲                                                         |
| 7月24日  | Believe My Dice／a shadow's love song                                                                       | devils and realist | 「Believe My Dice」 | テレビアニメ『魔界王子 devils and realist』オープニングテーマ                                      |
| 7月24日  | Believe My Dice／a shadow's love song                                                                       | devils and realist | 「a shadow's love song」 | テレビアニメ『魔界王子 devils and realist』エンディングテーマ                                      |
| 8月23日  | 「ブラッドラッド」O.S.T.1                                                                                   | スタズ（逢坂良太）、ウルフ（寺島拓篤） | 「YAH YAH YAH」 | テレビアニメ『ブラッドラッド』関連曲                                                               |
| 9月25日  | 「ブラッドラッド」O.S.T.2                                                                                   | ウルフ（寺島拓篤） | 「愛をとりもどせ!!」 | テレビアニメ『ブラッドラッド』関連曲                                                               |
| 9月26日  | 青春はじめました! 楽曲集                                                                                    | 双葉千歳（堀江由衣）、双葉千早（寺島拓篤） | 「青空ヒコウキ雲」 | ゲーム『青春はじめました!』オープニングテーマ                                                      |
| 2014年   | | | | |
| 1月25日  | 恋愛番長2 MidnightLesson!!! オリジナルサウンドトラック〜月光伝説〜                                          | Bancho feat.YASU | 「月光伝説」 | ゲーム『恋愛番長2 MidnightLesson!!』オープニングテーマ                                             |
| 1月25日  | 恋愛番長2 MidnightLesson!!! オリジナルサウンドトラック〜月光伝説〜                                          | Bancho feat.YASU | 「NewColor」 | ゲーム『恋愛番長2 MidnightLesson!!』エンディングテーマ                                             |
| 2月26日  | 華アワセ -姫空木編- ヴォーカルCD 望月                                                                       | 五光 | 「月朧」 | ゲーム『華アワセ』関連曲                                                                           |
| 2月26日  | 華アワセ -姫空木編- ヴォーカルCD 望月                                                                       | いろは（寺島拓篤） | 「祈りノ華」 | ゲーム『華アワセ』関連曲                                                                           |
| 6月11日  | TVアニメ「魔界王子」キャラクターソングミニアルバム                                                          | ダンタリオン（寺島拓篤） | 「For sentimental realist」 「a shadow's love song」                                                                             | テレビアニメ『魔界王子』関連曲                                                                     |
| 2015年   | | | | |
| 1月21日  | I miss you の3メートル                                                                                      | 地球征服部 | 「I miss you の3メートル」 | テレビアニメ『美男高校地球防衛部LOVE!』エンディングテーマ                                          |
| 1月21日  | I miss you の3メートル                                                                                      | 地球征服部 | 「我ら正義のカエルラ・アダマス!!」                                                                                               | テレビアニメ『美男高校地球防衛部LOVE!』関連曲                                                      |
| 2月18日  | 美男高校地球防衛部LOVE! キャラクターソングCD2 カエルラ・アダマス SONGS 〜Conquest!〜                        | 下呂阿古哉（寺島拓篤） | 「美…EGOISM」 | テレビアニメ『美男高校地球防衛部LOVE!』関連曲                                                      |
| 4月15日  | THE IDOLM@STER SideM ST@RTING LINE -01 Jupiter                                                              | Jupiter | 「BRAND NEW FIELD」 「「Planet scape」 「DRIVE A LIVE」                                                                          | ゲーム『アイドルマスター SideM』関連曲                                                             |
| 4月8日   | マジLOVEレボリューションズ                                                                                  | ST☆RISH | 「マジLOVEレボリューションズ」                                                                                                   | テレビアニメ『うたの☆プリンスさまっ♪ マジLOVEレボリューションズ』エンディングテーマ                |
| 4月8日   | マジLOVEレボリューションズ                                                                                  | ST☆RISH | 「サンキュ」 | テレビアニメ『うたの☆プリンスさまっ♪ マジLOVEレボリューションズ』挿入歌                            |
| 4月22日  | うたの☆プリンスさまっ♪ マジLOVEレボリューションズ クロスユニットアイドルソング 一十木音也・四ノ宮那月       | 一十木音也（寺島拓篤）、四ノ宮那月（谷山紀章） | 「EMOTIONAL LIFE」 | テレビアニメ『うたの☆プリンスさまっ♪ マジLOVEレボリューションズ』挿入歌                            |
| 4月22日  | うたの☆プリンスさまっ♪ マジLOVEレボリューションズ クロスユニットアイドルソング 一十木音也・四ノ宮那月       | 一十木音也（寺島拓篤） | 「木漏れ日ダイヤモンド」 | テレビアニメ『うたの☆プリンスさまっ♪ マジLOVEレボリューションズ』関連曲                            |
| 7月15日  | 遙かなる時空の中で6 ヴォーカル集 浪漫ナル歌                                                                 | 有馬一（寺島拓篤） | 「贐ノ風」 | ゲーム『遙かなる時空の中で6』関連曲                                                                |
| 7月15日  | 遙かなる時空の中で6 ヴォーカル集 浪漫ナル歌                                                                 | 有馬一（寺島拓篤）、ダリウス（鈴村健一）、コハク（阿部敦）、片霧秋兵（岡本信彦）、ルードハーネ（立花慎之介）、本条政虎（竹本英史）、萩尾九段（四反田マイケル）、里谷村雨（安元洋貴） | 「時空を旅する君へ」 | ゲーム『遙かなる時空の中で6』エンディングテーマ                                                    |
| 9月16日  | ボーイフレンド（仮）キャラクターCDシリーズ vol.8 逢坂紘夢&奥結望&堤誠志郎                                   | 逢坂紘夢（寺島拓篤） | 「ANSWER」 | ゲーム『ボーイフレンド（仮）』関連曲                                                               |
| 9月30日  | うたの☆プリンスさまっ♪ Shining All Star CD2                                                                 | ST☆RISH | 「天空のミラクルスター」 | ゲーム『うたの☆プリンスさまっ♪』関連曲                                                             |
| 2016年   | | | | |
| 3月3日   | ボーイフレンド（仮）キャラクターソングアルバム vol.2                                                        | 逢坂紘夢（寺島拓篤）、奥結望（入野自由）、堤誠志郎（諏訪部順一） | 「I wanna know」 | ゲーム『ボーイフレンド（仮）』関連曲                                                               |
| 3月23日  | 遙かなる時空の中で6 黎明ノ二重奏 〜帝国軍〜                                                                 | 有馬一（寺島拓篤）、里谷村雨（安元洋貴） | 「真秀呂場ヘ向かふ路」 | ゲーム『遙かなる時空の中で6』関連曲                                                                |
| 6月1日   | ハピネスYOU&ME                                                                                              | 海棠4兄弟 | 「ハピネスYOU&ME」 | テレビアニメ『SUPER LOVERS』エンディングテーマ                                                     |
| 6月1日   | ハピネスYOU&ME                                                                                              | 海棠亜樹（松岡禎丞）、海棠蒔麻（寺島拓篤） | 「ハピネスYOU&ME」 | テレビアニメ『SUPER LOVERS』エンディングテーマ                                                     |
| 6月24日  | キャラクターCD「SERVAMP-サーヴァンプ-」 Vol.1 真昼＆クロ                                                    | 城田真昼（寺島拓篤）、クロ（梶裕貴） | 「Crossing World」 | テレビアニメ『SERVAMP-サーヴァンプ-』関連曲                                                        |
| 7月27日  | SUPER LOVERS MUSIC COLLECTION featuring Ren and Haru                                                        | 海棠晴（前野智昭）、海棠蒔麻（寺島拓篤） | 「ハピネスYOU&ME」 | テレビアニメ『SUPER LOVERS』エンディングテーマ                                                     |
| 7月27日  | SUPER LOVERS MUSIC COLLECTION featuring Aki and Shima                                                       | 海棠蒔麻（寺島拓篤）、海棠零（皆川純子） | 「ハピネスYOU&ME」 | テレビアニメ『SUPER LOVERS』エンディングテーマ                                                     |
| 7月27日  | SUPER LOVERS MUSIC COLLECTION featuring Aki and Shima                                                       | 海棠蒔麻（寺島拓篤） | 「ハピネスYOU&ME」 | テレビアニメ『SUPER LOVERS』エンディングテーマ                                                     |
| 7月27日  | SUPER LOVERS MUSIC COLLECTION featuring Aki and Shima                                                       | 「Twins」 | テレビアニメ『SUPER LOVERS』関連曲                                                                                               | |
| 10月5日  | THE IDOLM@STER SideM 2nd ANNIVERSARY DISC 03 Jupiter＆W                                                     | Jupiter＆W | 「カレイド TOURHYTHM」 | ゲーム『アイドルマスター SideM』関連曲                                                             |
| 10月5日  | THE IDOLM@STER SideM 2nd ANNIVERSARY DISC 03 Jupiter＆W                                                     | Jupiter | 「GLORIA MOMENT」 | ゲーム『アイドルマスター SideM』関連曲                                                             |
| 10月5日  | マジLOVEレジェンドスター                                                                                    | ST☆RISH | 「マジLOVEレジェンドスター」 | テレビアニメ『うたの☆プリンスさまっ♪ マジLOVEレジェンドスター』エンディングテーマ                  |
| 10月5日  | マジLOVEレジェンドスター                                                                                    | ST☆RISH | 「未来、夢、ありがとう…そして!」                                                                                                 | テレビアニメ『うたの☆プリンスさまっ♪ マジLOVEレジェンドスター』関連曲                              |
| 12月7日  | うたの☆プリンスさまっ♪ マジLOVEレジェンドスター デュエットアイドルソング 一十木音也＆鳳瑛一                 | 一十木音也（寺島拓篤）、鳳瑛一（緑川光） | 「NEXT DOOR」 | テレビアニメ『うたの☆プリンスさまっ♪ マジLOVEレジェンドスター』挿入歌                              |
| 12月7日  | うたの☆プリンスさまっ♪ マジLOVEレジェンドスター デュエットアイドルソング 一十木音也＆鳳瑛一                 | 一十木音也（寺島拓篤） | 「Brilliant Days」 | テレビアニメ『うたの☆プリンスさまっ♪ マジLOVEレジェンドスター』関連曲                              |
| 2017年   | | | | |
| 1月11日  | DVD&Blu-ray「うたの☆プリンスさまっ♪マジLOVE レジェンドスター 1」特典CD                                      | ST☆RISH、QUARTET NIGHT、HE★VENS | 「夢を歌へと…！」 | テレビアニメ『うたの☆プリンスさまっ♪ マジLOVEレジェンドスター』挿入歌                              |
| 1月18日  | 遙かなる時空の中で6 幻燈ロンド バラエティCD 天地ノ歯車 〜青龍・白虎〜                                       | 有馬一（寺島拓篤） | 「暁ノ声」 | ゲーム『遙かなる時空の中で6 幻燈ロンド』関連曲                                                     |
| 2月1日   | Beyond The Dream                                                                                            | 315プロダクション所属アイドル | 「Beyond The Dream」 | ゲーム『アイドルマスター SideM』テーマソング                                                       |
| 2月1日   | Beyond The Dream                                                                                            | 315プロダクション所属アイドル（フィジカル） | 「Beyond The Dream」 | ゲーム『アイドルマスター SideM』テーマソング                                                       |
| 2月8日   | ギュンとラブソング                                                                                          | 海棠4兄弟 | 「ギュンとラブソング」 | テレビアニメ『SUPER LOVERS 2』エンディングテーマ                                                   |
| 2月8日   | ギュンとラブソング                                                                                          | 海棠亜樹（松岡禎丞）、海棠蒔麻（寺島拓篤） | 「ギュンとラブソング」 | テレビアニメ『SUPER LOVERS 2』エンディングテーマ                                                   |
| 2月10日  | THE IDOLM@STER SideM 2nd ANNIVERSARY SOLO COLLECTION                                                        | 天ヶ瀬冬馬（寺島拓篤） | 「GLORIA MOMENT」 | ゲーム『アイドルマスター SideM』関連曲                                                             |
| 3月22日  | SERVAMP-サーヴァンプ- ソロキャラクターソングミニアルバム Vol.2 真昼・クロ・鉄・御国・ヒュー                 | 城田真昼（寺島拓篤） | 「KNOCKIN' ON THE FUTURE!!」 | テレビアニメ『SERVAMP-サーヴァンプ-』関連曲                                                        |
| 5月24日  | うたの☆プリンスさまっ♪ マジLOVE レジェンドスター BD・DVD第6巻特典CD                                         | ST☆RISH | 「WE ARE ST☆RISH!!」 | テレビアニメ『うたの☆プリンスさまっ♪ マジLOVEレジェンドスター』挿入歌                              |
| 6月7日   | ボーイフレンド（仮）きらめき☆ノート コンプリートコレクション#03                                             | charmtista | 「Beautiful Bouquet」 | ゲーム『ボーイフレンド（仮）きらめき☆ノート』関連曲                                                |
| 6月21日  | SUPER LOVERS 2 キャラクターソングアルバム My Precious                                                       | 海棠蒔麻（寺島拓篤） | 「FOR」 | テレビアニメ『SUPER LOVERS 2』関連曲                                                               |
| 6月21日  | SUPER LOVERS 2 キャラクターソングアルバム My Precious                                                       | 海棠蒔麻（寺島拓篤） | 「ギュンとラブソング」 | テレビアニメ『SUPER LOVERS 2』エンディングテーマ                                                   |
| 8月9日   | THE IDOLM@STER SideM ORIGIN@L PIECES 06                                                                     | 天ヶ瀬冬馬（寺島拓篤） | 「HAPPY×HAPPYミーティング」 | ゲーム『アイドルマスター SideM』関連曲                                                             |
| 8月30日  | Cybernetics Wars ZERO 〜願いを宿す機械の子〜                                                                | 冬美旬（永塚拓馬）、天ヶ瀬冬馬（寺島拓篤）、都築圭（土岐隼一）、東雲荘一郎（天﨑滉平）、華村翔真（バレッタ裕） | 「Genesis Contact」 | ゲーム『アイドルマスター SideM』関連曲                                                             |
| 11月15日 | うたの☆プリンスさまっ♪ Shining LiveテーマソングCD                                                           | 一十木音也（寺島拓篤）、聖川真斗（鈴村健一）、四ノ宮那月（谷山紀章）、一ノ瀬トキヤ（宮野真守）、神宮寺レン（諏訪部順一）、来栖翔（下野紘）、愛島セシル（鳥海浩輔） | 「Shining☆Romance」 | ゲーム『うたの☆プリンスさまっ♪ Shining Live』テーマソング                                          |
| 11月15日 | THE IDOLM@STER SideM ANIMATION PROJECT 01「Reason‼」                                                        | 315 STARS（DRAMATIC STARS、Beit、S.E.M、High×Joker、W、Jupiter） | 「Reason‼」 | テレビアニメ『アイドルマスター SideM』オープニングテーマ                                           |
| 11月15日 | THE IDOLM@STER SideM ANIMATION PROJECT 01「Reason‼」                                                        | DRAMATIC STARS、S.E.M、Jupiter | 「流星PARADE」 | テレビアニメ『アイドルマスター SideM』エンディングテーマ                                           |
| 11月22日 | THE IDOLM@STER Prologue SideM -Episode of Jupiter- BD・DVD 特典CD「Jupiter's Trajectory」                   | Jupiter | 「DIVE to GRAVITATION」 「Alice or Guilty –Indies Live Arrange-」                                                                | テレビアニメ『アイドルマスター SideM』関連曲                                                       |
| 2018年   | | | | |
| 1月17日  | THE IDOLM@STER SideM ANIMATION PROJECT 05「Over AGAIN」                                                     | Jupiter | 「Over AGAIN」 | テレビアニメ『アイドルマスター SideM』エンディングテーマ                                           |
| 1月17日  | THE IDOLM@STER SideM ANIMATION PROJECT 05「Over AGAIN」                                                     | Jupiter | 「Reason!!」 | テレビアニメ『アイドルマスター SideM』関連曲                                                       |
| 1月24日  | ボーイフレンド（仮）プロジェクト ミュージックアルバム 藤城学園 #02                                          | アルティメット・ライバルズ | 「激情のtriangle match」 | ゲーム『ボーイフレンド（仮）きらめき☆ノート』関連曲                                                |
| 1月31日  | THE IDOLM@STER SideM ANIMATION PROJECT 08「GLORIOUS RO@D」                                                  | 315 STARS（DRAMATIC STARS、Beit、S.E.M、High×Joker、Jupiter） | 「Beyond The Dream（第2話 Ver）」                                                                                                | テレビアニメ『アイドルマスター SideM』エンディングテーマ                                           |
| 1月31日  | THE IDOLM@STER SideM ANIMATION PROJECT 08「GLORIOUS RO@D」                                                  | 315 STARS（DRAMATIC STARS、Beit、S.E.M、High×Joker、W、Jupiter） | 「DRIVE A LIVE（第13話 Ver）」                                                                                                   | テレビアニメ『アイドルマスター SideM』エンディングテーマ                                           |
| 1月31日  | THE IDOLM@STER SideM ANIMATION PROJECT 08「GLORIOUS RO@D」                                                  | 315 STARS（DRAMATIC STARS、Beit、S.E.M、High×Joker、W、Jupiter） | 「GLORIOUS RO@D」 | テレビアニメ『アイドルマスター SideM』挿入歌                                                       |
| 2月14日  | ウルトラブラスト                                                                                            | ST☆RISH | 「ウルトラブラスト」 「ファンタジック☆プレリュード」                                                                             | 劇場アニメ『劇場版 うたの☆プリンスさまっ♪ マジLOVEキングダム』挿入歌                               |
| 2月28日  | アイドルマスター SideM BD・DVD第3巻特典CD 315 St@rry Collaboration 03 〜S.E.M&Jupiter〜                     | S.E.M、Jupiter | 「Secret!Playful!Drive!」 | テレビアニメ『アイドルマスター SideM』関連曲                                                       |
| 2月28日  | アイドルマスター SideM BD・DVD第3巻特典CD 315 St@rry Collaboration 03 〜S.E.M&Jupiter〜                     | Jupiter | 「スマイル・エンゲージ」 | テレビアニメ『アイドルマスター SideM』関連曲                                                       |
| 2月28日  | うたの☆プリンスさまっ♪ Shining Masterpiece Show リコリスの森                                                | 一十木音也（寺島拓篤）、一ノ瀬トキヤ（宮野真守）、神宮寺レン（諏訪部順一）、愛島セシル（鳥海浩輔） | 「リコリスの森」 | 『うたの☆プリンスさまっ♪』関連曲                                                                   |
| 9月26日  | かくりよの宿飯 キャラクターソング集 隠世の調 Vol.2                                                          | 葉鳥（寺島拓篤） | 「ヤシホノハナ」 | テレビアニメ『かくりよの宿飯』エンディングテーマ                                                   |
| 11月14日 | THE IDOLM@STER SideM WakeMini! MUSIC COLLECTION 01                                                          | 315 STARS（フィジカル Ver.） | 「LET'S GO!!」 | テレビアニメ『アイドルマスター SideM 理由あってMini!』エンディングテーマ                           |
| 11月21日 | うたの☆プリンスさまっ♪Eternal Song CD「雪月花」                                                             | 一十木音也（寺島拓篤）、聖川真斗（鈴村健一）、四ノ宮那月（谷山紀章）、一ノ瀬トキヤ（宮野真守）、神宮寺レン（諏訪部順一）、来栖翔（下野紘）、愛島セシル（鳥海浩輔）、寿嶺二（森久保祥太郎）、黒崎蘭丸（鈴木達央）、美風藍（蒼井翔太）、カミュ（前野智昭） | 「雪月花」 | ゲーム『うたの☆プリンスさまっ♪』関連曲                                                             |
| 12月12日 | 劇場版 うたの☆プリンスさまっ♪ マジLOVEキングダム スペシャルユニットドラマCD 音也・藍・ヴァン                | 一十木音也（寺島拓篤）、美風藍（蒼井翔太）、桐生院ヴァン（高橋英則） | 「Up-Down-Up!」 | 劇場アニメ『劇場版 うたの☆プリンスさまっ♪ マジLOVEキングダム』挿入歌                               |
| 2019年   | | | | |
| 3月15日  | THE IDOLM@STER SideM WakeMini! SOLO COLLECTION 01 PHYSICAL Ver.                                             | 天ヶ瀬冬馬（寺島拓篤） | 「LET'S GO!!」 | テレビアニメ『アイドルマスター SideM 理由あってMini!』関連曲                                       |
| 4月10日  | せいぜいがんばれ！魔法少女くるみ 超主題歌集                                                                 | 鈴木キヨシ（林勇）、高橋イサム（羽多野渉）、佐藤シゲル（寺島拓篤） | 「私立笑顔ヶ丘中学校 校歌」 「美少女魔法少女恐竜天使戦士応援歌」 「おいでよ笑顔ヶ丘市 〜笑顔ヶ丘市に古くから伝わるわらべうた〜」 | Webアニメ『せいぜいがんばれ!魔法少女くるみ』エンディングテーマ                                     |
| 4月10日  | せいぜいがんばれ！魔法少女くるみ 超主題歌集                                                                 | 鈴木キヨシ（林勇）、高橋イサム（羽多野渉）、佐藤シゲル（寺島拓篤）、デビるん（松本慶祐） | 「美少女魔法少女恐竜天使戦士とぼく」                                                                                             | Webアニメ『せいぜいがんばれ!魔法少女くるみ』エンディングテーマ                                     |
| 4月26日  | 絢爛ファンタジア                                                                                            | 紅一天 | 「絢爛ファンタジア」 「花蓮狂詩曲」                                                                                              | キャラクターCD『キラボシチューン』関連曲                                                           |
| 5月10日  | THE IDOLM@STER SideM 4th ANNIVERSARY DISC「LIVE in your SMILE / DREAM JOURNEY」                             | DRAMATIC STARS、Jupiter、Beit、High×Joker、Café Parade、もふもふえん、F-LAGS | 「DREAM JOURNEY」 | ゲーム『アイドルマスター SideM』関連曲                                                             |
| 6月5日   | うたの☆プリンスさまっ♪ソロベストアルバム 一十木音也 「I am Here.」                                          | 一十木音也（寺島拓篤） | 「愛と呼べる木の下で」 「I am Here.」                                                                                            | 『うたの☆プリンスさまっ♪』関連曲                                                                   |
| 8月28日  | うたの☆プリンスさまっ♪ Shining Live テーマソングCD2                                                         | 一十木音也（寺島拓篤）、聖川真斗（鈴村健一）、四ノ宮那月（谷山紀章）、一ノ瀬トキヤ（宮野真守）、神宮寺レン（諏訪部順一）、来栖翔（下野紘）、愛島セシル（鳥海浩輔） | 「WONDER☆RONDO」 | ゲーム『うたの☆プリンスさまっ♪ Shining Live』テーマソング                                          |
| 9月25日  | ウルトラマンタイガ キャラクターソングCD                                                                     | ウルトラマンタイガ（寺島拓篤） | 「超勇者BUDDY GO!」 | 特撮ドラマ『ウルトラマンタイガ』挿入歌                                                             |
| 12月4日  | THE IDOLM@STER SideM WORLD TRE@SURE 11                                                                      | 天ヶ瀬冬馬（寺島拓篤）、猫柳キリオ（山下大輝）、秋月涼（三瓶由布子） | 「もくろみインディアNight」 「MEET THE WORLD!（INDIA Ver.）」                                                                    | ゲーム『アイドルマスター SideM LIVE ON ST@GE!』関連曲                                              |
| 12月18日 | THE IDOLM@STER SideM 5th ANNIVERSARY DISC 01 PRIDE STAR                                                     | 315 ALLSTARS | 「PRIDE STAR」 「DRIVE A LIVE」 「Reason!!」 「GLORIOUS RO@D」                                                                   | ゲーム『アイドルマスター SideM』関連曲                                                             |
| 12月25日 | 劇場版 うたの☆プリンスさまっ♪ マジLOVEキングダム BD・DVD特典CD                                              | ST☆RISH、QUARTET NIGHT、HE★VENS | 「マジLOVEキングダム」 「Welocme to UTA☆PRI KINGDOM!!」                                                                          | 劇場アニメ『劇場版 うたの☆プリンスさまっ♪ マジLOVEキングダム』挿入歌                               |
| 2020年   | | | | |
| 1月31日  | RGB-Trinity VS 紅一天                                                                                       | 紅一天 | 「紅に染まる月」 | キャラクターCD『キラボシチューン』関連曲                                                           |
| 2月14日  | WHITE ALBUM2 ORIGINAL SOUNDTRACK 〜encore〜                                                                 | 飯塚武也（寺島拓篤） | 「SOUND OF DESTINY」 | ゲーム『WHITE ALBUM2』関連曲                                                                       |
| 3月6日   | THE IDOLM@STER SideM 5th ANNIVERSARY UNIT COLLECTION -PRIDE STAR-                                           | Jupiter | 「PRIDE STAR」 | ゲーム『アイドルマスター SideM』関連曲                                                             |
| 4月15日  | うたの☆プリンスさまっ♪Another World〜WHITE&BLACK〜 テーマソングCD                                           | BLACK DEJAVU | 「BLACK DEJAVU」 | イベント『うたの☆プリンスさまっ♪Another World〜WHITE&BLACK〜』テーマソング                         |
| 8月5日   | THE IDOLM@STER SideM 5th ANNIVERSARY DISC 06 Jupiter&Beit&THE 虎牙道                                        | Jupiter | 「運命光年」 | ゲーム『アイドルマスター SideM』関連曲                                                             |
| 8月5日   | THE IDOLM@STER SideM 5th ANNIVERSARY DISC 06 Jupiter&Beit&THE 虎牙道                                        | Jupiter、Beit、THE 虎牙道 | 「いつかのトライアングル」 | ゲーム『アイドルマスター SideM』関連曲                                                             |
| 8月19日  | 遙かなる時空の中で7 ヴォーカル集 深紅の歌                                                                   | 真田幸村（寺島拓篤） | 「乱世に咲く青き希望」 | ゲーム『遙かなる時空の中で7』関連曲                                                                |
| 8月26日  | THE IDOLM@STER SideM 5th ANNIVERSARY SOLO COLLECTION 05                                                     | 天ヶ瀬冬馬（寺島拓篤） | 「運命光年」 | ゲーム『アイドルマスター SideM』関連曲                                                             |
| 9月16日  | SUPER STAR/THIS IS...!/Genesis HE★VENS                                                                      | 一十木音也（寺島拓篤）、聖川真斗（鈴村健一）、四ノ宮那月（谷山紀章）、一ノ瀬トキヤ（宮野真守）、神宮寺レン（諏訪部順一）、来栖翔（下野紘）、愛島セシル（鳥海浩輔） | 「SUPER STAR」 | 『うたの☆プリンスさまっ♪』関連曲                                                                   |
| 11月4日  | THE IDOLM@STER SideM NEW STAGE EPISODE:03 Jupiter                                                           | Jupiter | 「Radiant Letter」 「NEXT STAGE!」                                                                                               | ゲーム『アイドルマスター SideM』関連曲                                                             |
| 12月23日 | 魔王学院の不適合者 〜史上最強の魔王の始祖、転生して子孫たちの学校へ通う〜 BD・DVD第4巻特典CD                | レイ・グランズドリィ（寺島拓篤） | 「High Hope」 | テレビアニメ『魔王学院の不適合者 〜史上最強の魔王の始祖、転生して子孫たちの学校へ通う〜』関連曲    |
| 2021年   | | | | |
| 1月13日  | 魔法科高校の劣等生 来訪者編 BD・DVD第2巻特典CD                                                              | 千葉エリカ（内山夕実）、西城レオンハルト（寺島拓篤） | 「絆COMRADE」 | テレビアニメ『魔法科高校の劣等生 来訪者編』関連曲                                                  |
| 2月7日   | THE IDOLM@STER SideM UNIT COLLECTION -MEET THE WORLD!-                                                      | 315 ALLSTARS | 「MEET THE WORLD!」 | ゲーム『アイドルマスター SideM』関連曲                                                             |
| 2月7日   | THE IDOLM@STER SideM UNIT COLLECTION -MEET THE WORLD!-                                                      | Jupiter | 「MEET THE WORLD!」 | ゲーム『アイドルマスター SideM』関連曲                                                             |
| 6月2日   | うたの☆プリンスさまっ♪10th Anniversary CD                                                                   | 一十木音也（寺島拓篤）、聖川真斗（鈴村健一）、四ノ宮那月（谷山紀章）、一ノ瀬トキヤ（宮野真守）、神宮寺レン（諏訪部順一）、来栖翔（下野紘）、愛島セシル（鳥海浩輔） | 「STAR WISH」 | 『うたの☆プリンスさまっ♪』関連曲                                                                   |
| 8月25日  | うたの☆プリンスさまっ♪Shining All Star CD3                                                                  | 一十木音也（寺島拓篤）、聖川真斗（鈴村健一）、四ノ宮那月（谷山紀章）、一ノ瀬トキヤ（宮野真守）、神宮寺レン（諏訪部順一）、来栖翔（下野紘）、愛島セシル（鳥海浩輔） | 「Grateful friends, Graceful ways」                                                                                              | 『うたの☆プリンスさまっ♪』関連曲                                                                   |
| 9月29日  | THE IDOLM@STER SideM GROWING SIGN@L 01 Growing Smiles!                                                      | 315 ALLSTARS | 「Growing Smiles!」 「DRIVE A LIVE」 「Beyond The Dream」 「NEXT STAGE!」                                                        | ゲーム『アイドルマスター SideM GROWING STARS』関連曲                                               |
| 9月29日  | 幼なじみが絶対に負けないラブコメ BD・DVD第3巻特典CD                                                         | 丸末晴（松岡禎丞）、阿部充（寺島拓篤） | 「チャイルド・スター（告白祭 ver.）」                                                                                            | テレビアニメ『幼なじみが絶対に負けないラブコメ』挿入歌                                             |
| 2022年   | | | | |
| 1月8日   | THE IDOLM@STER SideM UNIT COLLECTION -Growing Smiles!-                                                      | Jupiter | 「Growing Smiles!」 | ゲーム『アイドルマスター SideM GROWING STARS』関連曲                                               |
| 3月12日  | THE IDOLM@STER SideM PASSION@TE FORMATION -PHYSICAL-                                                        | 315 STARS（フィジカルVer.） | 「RED HOT BEAT!!」 | ゲーム『アイドルマスター SideM GROWING STARS』関連曲                                               |
| 3月12日  | THE IDOLM@STER SideM PASSION@TE FORMATION -PHYSICAL-                                                        | 天ヶ瀬冬馬（寺島拓篤） | 「RED HOT BEAT!!」 | ゲーム『アイドルマスター SideM GROWING STARS』関連曲                                               |
| 4月6日   | 『劇場版 うたの☆プリンスさまっ♪ マジLOVEスターリッシュツアーズ』メインテーマ マジLOVEスターリッシュツアーズ | 一十木音也（寺島拓篤）、聖川真斗（鈴村健一）、四ノ宮那月（谷山紀章）、一ノ瀬トキヤ（宮野真守）、神宮寺レン（諏訪部順一）、来栖翔（下野紘）、愛島セシル（鳥海浩輔） | 「マジLOVEスターリッシュツアーズ」 「ST☆RT OURS」                                                                                | 劇場アニメ『劇場版 うたの☆プリンスさまっ♪ マジLOVEスターリッシュツアーズ』挿入歌                   |
| 5月18日  | 劇場版 うたの☆プリンスさまっ♪ マジLOVEスターリッシュツアーズ アイドルソング 一十木音也                      | 一十木音也（寺島拓篤） | 「Ok, Hello World!」 「POP SHOWER」                                                                                              | 劇場アニメ『劇場版 うたの☆プリンスさまっ♪ マジLOVEスターリッシュツアーズ』挿入歌                   |
| 8月17日  | HAPPINESS for ALL                                                                                           | Cgrass | 「HAPPINESS for ALL」 | テレビアニメ『神クズ☆アイドル』挿入歌                                                              |
| 8月17日  | HAPPINESS for ALL                                                                                           | Cgrass | 「INNOCENT STORY」 | テレビアニメ『神クズ☆アイドル』関連曲                                                              |
| 8月24日  | 劇場版 うたの☆プリンスさまっ♪ マジLOVEスターリッシュツアーズ クロスユニットアイドルソング                   | 一十木音也（寺島拓篤）、聖川真斗（鈴村健一）、四ノ宮那月（谷山紀章）、一ノ瀬トキヤ（宮野真守）、神宮寺レン（諏訪部順一）、来栖翔（下野紘）、愛島セシル（鳥海浩輔） | 「UUUU」 | 劇場アニメ『劇場版 うたの☆プリンスさまっ♪ マジLOVEスターリッシュツアーズ』挿入歌                   |
| 9月2日   | SET LIST 2 ～劇場版 うたの☆プリンスさまっ♪ マジLOVEスターリッシュツアーズ 挿入歌集～                        | 一十木音也（寺島拓篤）、聖川真斗（鈴村健一）、四ノ宮那月（谷山紀章）、一ノ瀬トキヤ（宮野真守）、神宮寺レン（諏訪部順一）、来栖翔（下野紘）、愛島セシル（鳥海浩輔） | 「続け…！ ISHの旅へ」 | 劇場アニメ『劇場版 うたの☆プリンスさまっ♪ マジLOVEスターリッシュツアーズ』挿入歌                   |
| 10月5日  | THE IDOLM@STER SideM GROWING SIGN@L 12 Jupiter                                                              | Jupiter | 「Inner Dignity」 「Before long, DELIGHT」                                                                                       | ゲーム『アイドルマスター SideM GROWING STARS』関連曲                                               |
| 11月23日 | THE IDOLM@STER SideM 49 ELEMENTS 05 Jupiter                                                                 | Jupiter | 「SPACY PARADISE」 | ゲーム『アイドルマスター SideM GROWING STARS』関連曲                                               |
| 11月23日 | THE IDOLM@STER SideM 49 ELEMENTS 05 Jupiter                                                                 | 天ヶ瀬冬馬（寺島拓篤） | 「Tomorrow Gazer」 | ゲーム『アイドルマスター SideM GROWING STARS』関連曲                                               |
| 11月23日 | 永久少年 Eternal Boys ステージ1                                                                             | Gentlemen | 「Dreamy Life」 | テレビアニメ『永久少年 Eternal Boys』オープニングテーマ                                            |
| 12月3日  | THE IDOLM@STER SideM GROWING SIGN@L SOLO COLLECTION 02                                                      | 天ヶ瀬冬馬（寺島拓篤） | 「Inner Dignity」 | ゲーム『アイドルマスター SideM GROWING STARS』関連曲                                               |
| 12月21日 | THE IDOLM@STER SideM GROWING SIGN@L 15 Take a StuMp!                                                        | 315 ALLSTARS | 「Take a StuMp!」 | ゲーム『アイドルマスター SideM GROWING STARS』関連曲                                               |
| 12月21日 | THE IDOLM@STER SideM GROWING SIGN@L 15 Take a StuMp!                                                        | 315 STARS | 「True Horizon」 | ゲーム『アイドルマスター SideM GROWING STARS』関連曲                                               |
| 2023年   | | | | |
| 1月25日  | 永久少年 Eternal Boys ステージ2                                                                             | Gentlemen | 「シャル・ウィ・ダンス？」 | テレビアニメ『永久少年 Eternal Boys』挿入歌                                                        |
| 2月11日  | THE IDOLM@STER SideM UNIT COLLECTION -Take a StuMp!-                                                        | Jupiter | 「Take a StuMp!」 | ゲーム『アイドルマスター SideM GROWING STARS』関連曲                                               |
| 3月11日  | 幻想のUtopia/安寧のDystopia                                                                                 | 天ヶ瀬冬馬（寺島拓篤）、伊集院北斗（神原大地）、都築圭（土岐隼一）、神楽麗（永野由祐）、渡辺みのり（高塚智人）、信玄誠司（増元拓也）、華村翔真（バレッタ裕）、清澄九郎（中田祐矢）、伊瀬谷四季（野上翔）、神谷幸広（狩野翔）、卯月巻緒（児玉卓也）、水嶋咲（小林大紀）、橘志狼（古畑恵介）、舞田類（榎木淳弥）、山下次郎（中島ヨシキ）、円城寺道流（濱野大輝）、兜大吾（浦尾岳大）、九十九一希（比留間俊哉）、葛之葉雨彦（笠間淳）、北村想楽（汐谷文康） | 「安寧のDystopia」 | 舞台『THE IDOLM@STER SideM PASSIONABLE READING SHOW -超常事変〜対立スル正義〜-』エンディングテーマ |
| 3月22日  | 永久少年 Eternal Boys ステージ3                                                                             | Gentlemen | 「GENTLEMEN」 | テレビアニメ『永久少年 Eternal Boys』挿入歌                                                        |
| 10月28日 | THE IDOLM@STER SideM 8th STAGE THEME SONG「Hands & Claps!」                                                 | 315 ALLSTARS | 「Hands & Claps!」 | ライブイベント『THE IDOLM@STER SideM 8th STAGE 〜ALL H@NDS TOGETHER〜』テーマソング                |
| 10月28日 | THE IDOLM@STER SideM 8th STAGE THEME SONG「Hands & Claps!」                                                 | 315 STARS（フィジカルVer.） | 「Hands & Claps!」 | ライブイベント『THE IDOLM@STER SideM 8th STAGE 〜ALL H@NDS TOGETHER〜』テーマソング                |
| 2024年   | | | | |
| 1月15日  | アークナイツ 4周年記念楽曲集                                                                                | ステインレス（寺島拓篤） | 「Steam Light」 | ゲーム『アークナイツ』関連曲                                                                       |
| 1月15日  | アークナイツ 4周年記念楽曲集                                                                                | テンニンカ（下地紫野）、ステインレス（寺島拓篤）、ハニーベリー（井上ほの花） | 「明日へのパレード」 | ゲーム『アークナイツ』関連曲                                                                       |
| 2月10日  | THE IDOLM@STER SideM UNIT COLLECTION -Hands & Claps!-                                                       | Jupiter | 「Hands & Claps!」 | 『アイドルマスター SideM』関連曲                                                                   |
| 2月10日  | 四心争乱 -天地一指-                                                                                         | 山下次郎（中島ヨシキ）、葛之葉雨彦（笠間淳）、伊集院北斗（神原大地）、木村龍（濱健人）、円城寺道流（濱野大輝）、天ヶ瀬冬馬（寺島拓篤）、眉見鋭心（大塚剛央）、九十九一希（比留間俊哉）、神楽麗（永野由祐） | 「四心争乱 -天地一指-」 | 朗読劇『THE IDOLM@STER SideM PASSIONABLE READING SHOW 〜天地四心伝〜』主題歌                       |
| 2月10日  | 四心争乱 -天地一指-                                                                                         | 山下次郎（中島ヨシキ）、葛之葉雨彦（笠間淳）、円城寺道流（濱野大輝）、天ヶ瀬冬馬（寺島拓篤）、眉見鋭心（大塚剛央） | 「Side 藍、紅、二藍」 | 朗読劇『THE IDOLM@STER SideM PASSIONABLE READING SHOW 〜天地四心伝〜』主題歌                       |
| 2月28日  | THE IDOLM@STER SideM CIRCLE OF DELIGHT 06 Jupiter                                                           | Jupiter | 「BRIGHTEST AWAKING」 「STAY TUNED ORBIT」                                                                                       | 『アイドルマスター SideM』関連曲                                                                   |
| 5月31日  | THE IDOLM@STER SideM 銚子電気鉄道100周年記念テーマソング「かざぐるま 〜Windy Road〜」                       | Jupiter | 「かざぐるま 〜Windy Road〜」 | 「銚子電気鉄道」100周年記念テーマソング                                                            |
| 5月31日  | THE IDOLM@STER SideM 銚子電気鉄道100周年記念テーマソング「かざぐるま 〜Windy Road〜」                       | 天ヶ瀬冬馬（寺島拓篤） | 「かざぐるま 〜Windy Road〜」 | 「銚子電気鉄道」100周年記念テーマソング                                                            |

### その他参加楽曲
| 発売日         | 商品名                                                               | 歌                                         | 楽曲 | 備考                                                                           |
| -------------- | -------------------------------------------------------------------- | ------------------------------------------ | --- | ------------------------------------------------------------------------------ |
| 2008年1月23日  | 百歌声爛 男性声優編II                                                | 寺島拓篤                                   | 「Get Wild」〜 「荒野のヒース」〜 「IN MY DREAM」〜 「Ride on shooting star」〜 「キングゲイナー・オーバー!」〜 「マクロス」〜 「燃えてヒーロー」〜 「LOVE A RIDDLE」〜 「嵐の勇者（ヒーロー）」〜 「シークレットカクレンジャー」 |                                                                                |
| 2010年6月25日  | 森久保祥太郎・寺島拓篤☆☆☆プロデュース PRESENTS「タックマンCD」発動篇 | 森久保祥太郎、寺島拓篤                     | 「TACK THE HERO 〜DA・GA・NE〜」 | ラジオ『森久保祥太郎・寺島拓篤 ★★★プロデュース』関連曲                         |
| 2011年6月8日   | 俺たちの歌を聴くCD                                                   | M.O.E.                                     | 「YOU GET TO BURNING」 「What's Up Guys?」 「Blue Velvet」 「Second Flight」 「光の戦士たち」 「葛飾ラプソディー」 「少年期」 「アンバランスなKissをして」                                                                        | ラジオ『羽多野・寺島 Radio 2D LOVE』関連曲                                     |
| 2011年8月24日  | 泡沫BLACKBIRD                                                        | 斎賀みつき feat. JUST with 寺島拓篤        | 「泡沫BLACKBIRD」 「my blue heaven」 「yellow jelly fish」 |                                                                                |
| 2012年3月28日  | もっと笑顔になるCD                                                   | M.O.E.                                     | 「走れ正直者」 「邪魔はさせない」 「まかせて！チン・トン・シャン'93」 「エルドラド」 「Tactics」 「それでも明日はやってくる」 | ラジオ『羽多野・寺島 Radio 2D LOVE』関連曲                                     |
| 2012年3月28日  | もっと笑顔になるCD                                                   | 寺島拓篤                                   | 「まかせて！チン・トン・シャン'93（寺島ver.）」 | ラジオ『羽多野・寺島 Radio 2D LOVE』関連曲                                     |
| 2013年1月23日  | 愛がつながっていくCD                                                 | M.O.E. × 間島淳司                          | 「ELEMENTS」 「特捜ロボ ジャンパーソン」 「ジグザグ青春ロード」 「Shout Out」 | ラジオ『羽多野・寺島 Radio 2D LOVE』関連曲                                     |
| 2013年1月23日  | 愛がつながっていくCD                                                 | M.O.E.                                     | 「特捜ロボ ジャンパーソン（M.O.E.ver.）」 「ジグザグ青春ロード（M.O.E.ver.）」 「JIKU〜未来戦隊タイムレンジャー（M.O.E.ver.）」 「誰かが君を愛してる（M.O.E.ver.）」                                                              | ラジオ『羽多野・寺島 Radio 2D LOVE』関連曲                                     |
| 2013年3月27日  | Disney 声の王子様〜東京ディズニーリゾート(R)30周年記念盤             | 寺島拓篤                                   | 「チム・チム・チェリー」 | 『ディズニー』関連曲                                                           |
| 2013年3月27日  | Disney 声の王子様〜東京ディズニーリゾート(R)30周年記念盤             | 小野大輔、寺島拓篤                         | 「魔法の鍵 〜The Dream Goes On」 | 『ディズニー』関連曲                                                           |
| 2013年4月24日  | 八犬伝―東方八犬異聞― イメージソングCD Vol.2                          | 前野智昭、寺島拓篤                         | 「風雷行路」 | テレビアニメ『八犬伝―東方八犬異聞―』関連曲                                     |
| 2019年4月3日   | King&Rogueone                                                        | King&Rogueone                              | 「King&Rogueone」 「Catch your eyes」 |                                                                                |
| 2024年10月18日 | Trinity                                                              | STEREO DIVE FOUNDATION、寺島拓篤、MindaRyn | 「Trinity」 | スマートフォンアプリ『転生したらスライムだった件 魔王と竜の建国譚』第4弾主題歌 |

## 書籍
- 寺島拓篤 フォトブック 19831220（2014年、学研マーケティング）